# École centrale de Lille
L’École centrale de Lille (Centrale Lille, EC-Lille) est l'une des cinq plus anciennes écoles d'ingénieurs de France dont les anciens élèves sont cofondateurs de la fédération des associations et sociétés françaises d'ingénieurs diplômés, parmi les 204 écoles d'ingénieurs françaises accréditées au 1er septembre 2020 à délivrer un diplôme d'ingénieur.
Établie en 1872 sous la dénomination Institut industriel du Nord (IDN), héritière de l'école des arts industriels et des mines de Lille fondée en 1854, c'est une école généraliste couvrant l'ensemble du spectre des sciences pour l'ingénieur.
Elle est chapeautée par Centrale Lille Institut qui est structuré en plusieurs écoles internes, formant des ingénieurs polyvalents et des ingénieurs spécialistes, assurant les formations suivantes :
- diplôme d'ingénieur Centrale Lille (master) ;
- masters recherches francophones et masters anglophones ;
- doctorat dans six spécialités des sciences pour l'ingénieur ;
- diplômes d'ingénieur spécialiste, mastères spécialisés (MS) ;
- doubles-diplômes ingénieur et masters scientifiques, architecture, gestion, finance, entrepreneuriat.

En incluant toutes les formations ainsi que les doctorants, Centrale Lille compte en 2020 plus de 1 800 étudiants.
Son développement est soutenu au travers de la Fondation Centrale Lille Initiatives.
L’École, située sur le campus de la Cité scientifique de l'Université de Lille à Villeneuve-d’Ascq (Métropole européenne de Lille, Hauts-de-France), est desservie par la station de métro Quatre Cantons - Stade Pierre-Mauroy, et se situe:
- à 18 min de la gare de Lille-Flandres (TGV-Paris 58 min ; TGV-Bruxelles 35 min ; Eurostar-Londres 80 min) ;
- à 8 km de l'aéroport de Lille - Lesquin ;
- à 800 m du Stade Pierre-Mauroy.

## Statuts et objectifs
Centrale Lille Institut est un établissement public à caractère scientifique, culturel et professionnel qui structure l'ensemble des cursus de formation. Outre le cursus historique de formation d'ingénieurs polyvalents (programme centralien) qui constitue la formation de référence de l'École Centrale de Lille, l'offre de formation s'étend à des cursus d'ingénieurs spécialistes via la création de l'Institut de Génie Informatique et Industriel (IG2I) en 1992 et de l'Institut technologique européen d'entrepreneuriat et de management (ITEEM) en 2003.
La formation principale des élèves-ingénieurs s'effectue en trois années conduisant à un diplôme de master, comprenant un socle de formation scientifique technique et managériale et des options d'approfondissement.
L’école délivre également des masters recherche (M1-M2), ainsi que le diplôme de doctorat (DR) de l'École Centrale de Lille dans six spécialités des sciences de l'ingénieur.
Le cursus de l'École Centrale de Lille s'adapte aux mutations des modes de croissance, de mobilité et de services numériques, de conversion d'énergie et de production durables, formant des ingénieurs pour un monde où les activités de création collaborative en réseau et les libertés individuelles s'expriment sans servitude intrusive, minimisant les externalités négatives sur l'écosystème sous contrainte de ressources énergétiques et de matières premières.

## Histoire et traditions
L’École Centrale de Lille a près de cent soixante-dix ans, avec une étape fondatrice en 1854 et une réforme de l'enseignement en 1872. L’origine de l'École Centrale de Lille remonte à 1854 avec la fondation, sous le patronage de Frédéric Kuhlmann et de Louis Pasteur et l'autorisation de l'empereur Napoléon III, de l'École des arts industriels et des mines, rue du Lombard dans le centre de Lille à proximité de la gare. Elle devint École impériale des arts industriels et des mines en 1862. L'essor de l'école et de la formation des ingénieurs subit une impulsion déterminante par la création de l’Institut industriel du Nord (IDN) dans les mêmes locaux en 1872.

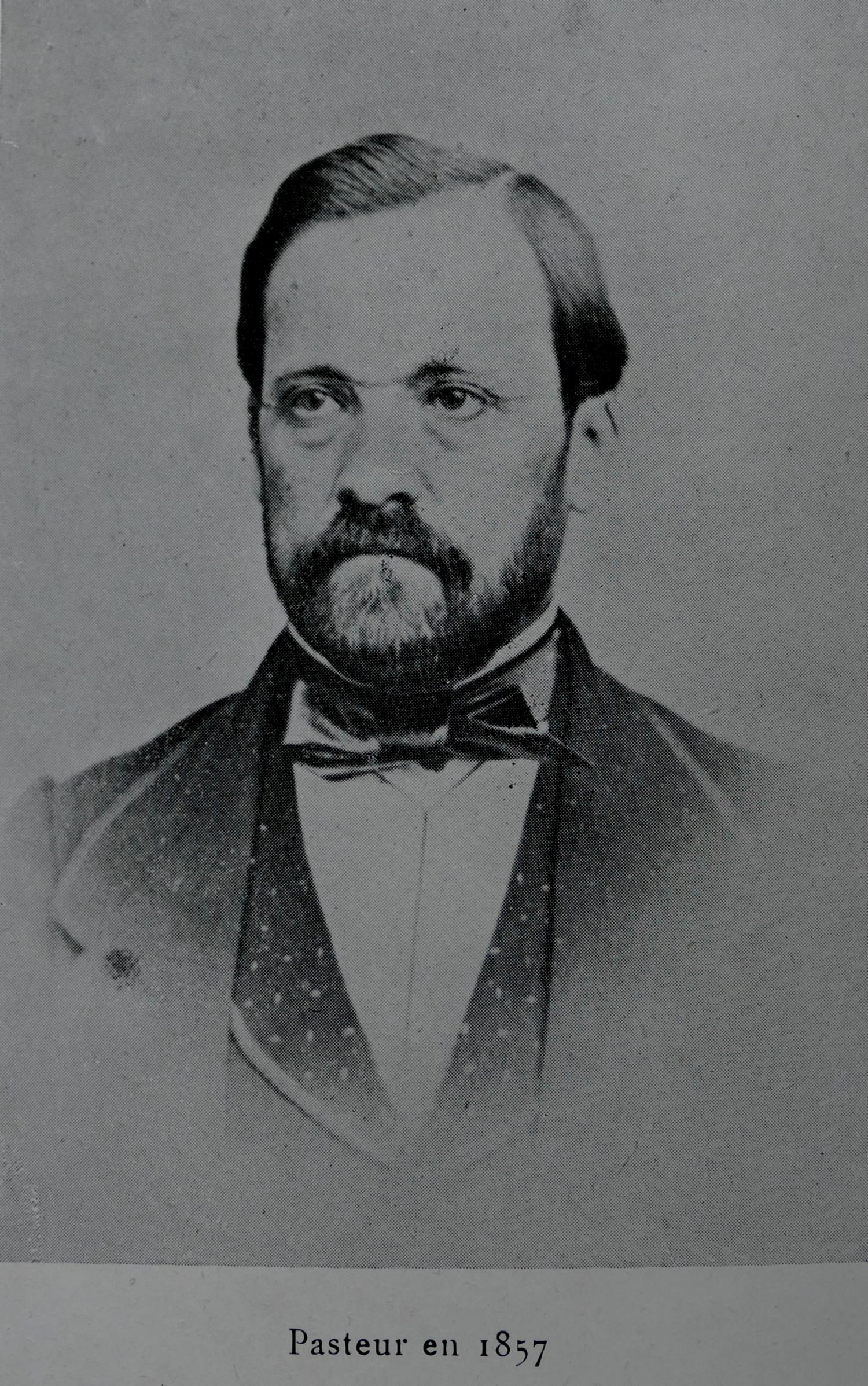
Louis Pasteur
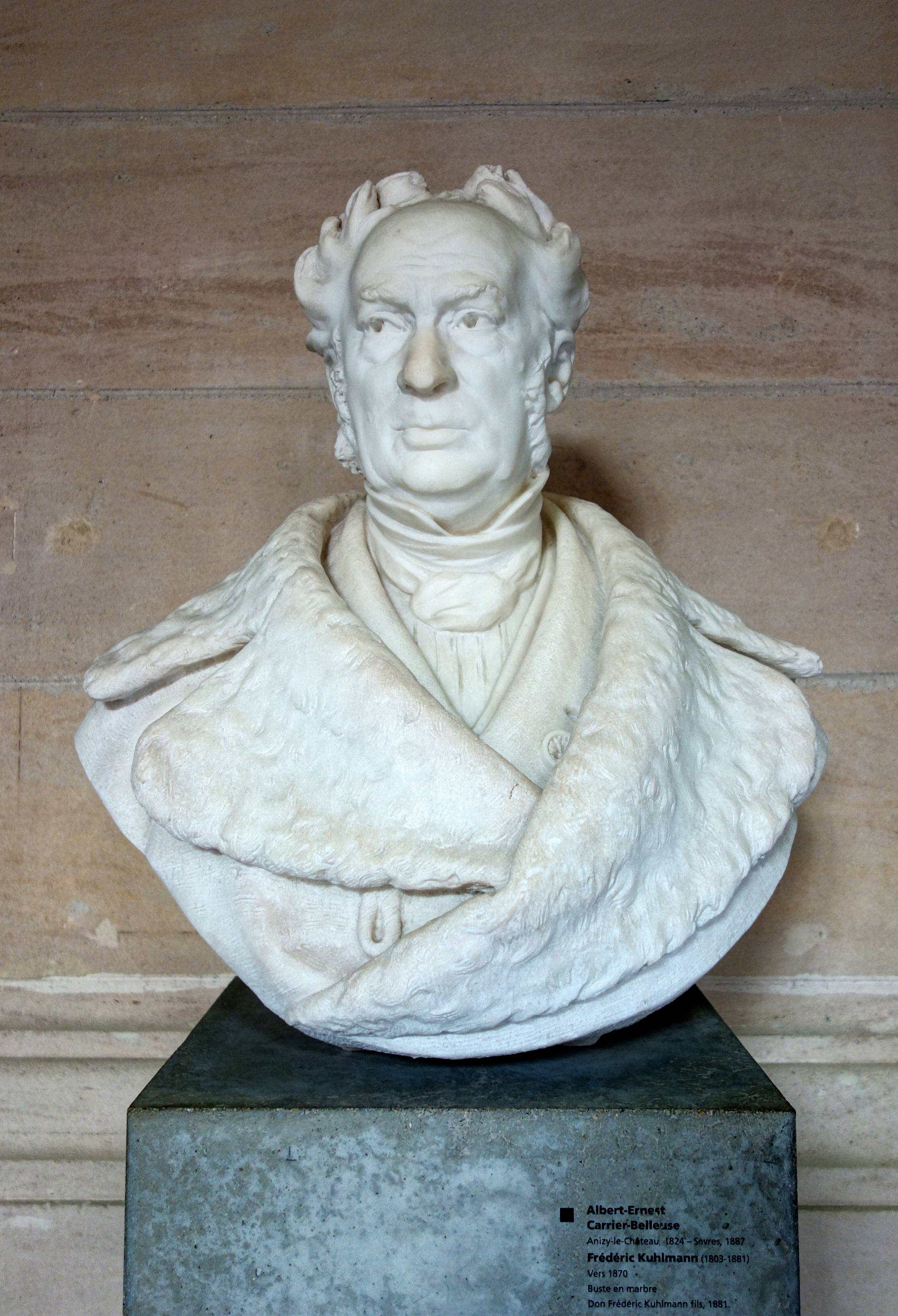
Frédéric Kuhlmann
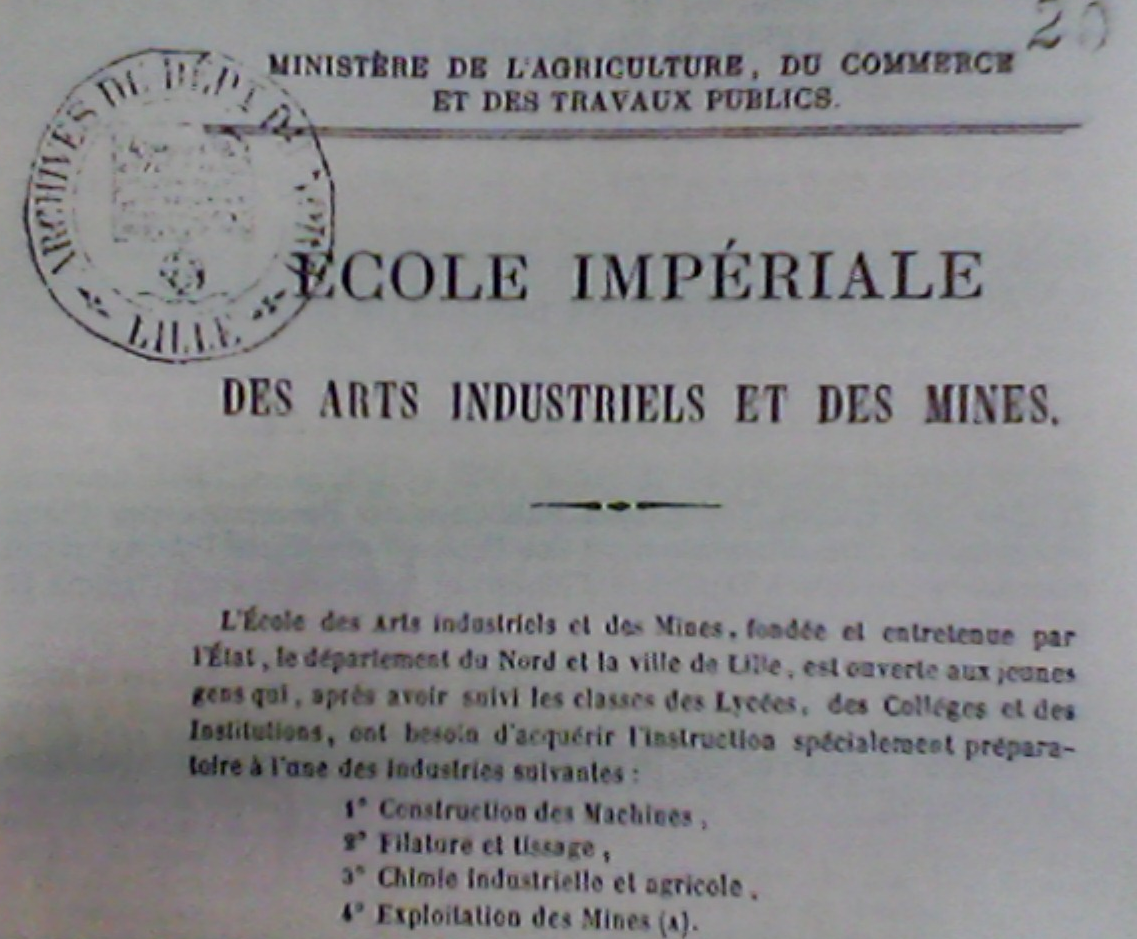
École des arts industriels et des mines
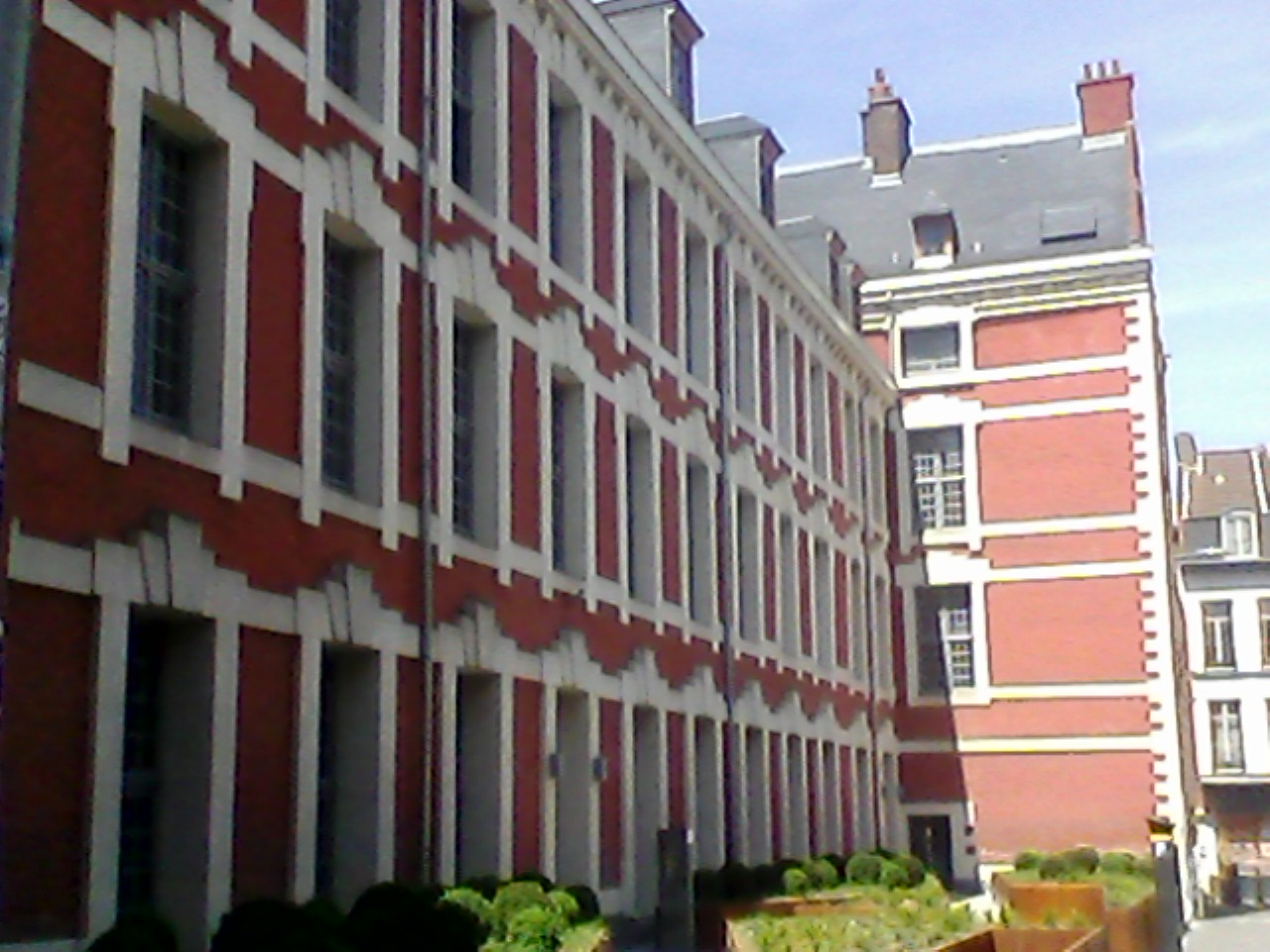
1854-1872 : Bâtiment historique de l’École des arts industriels et des mines, rue du Lombard (Lille)
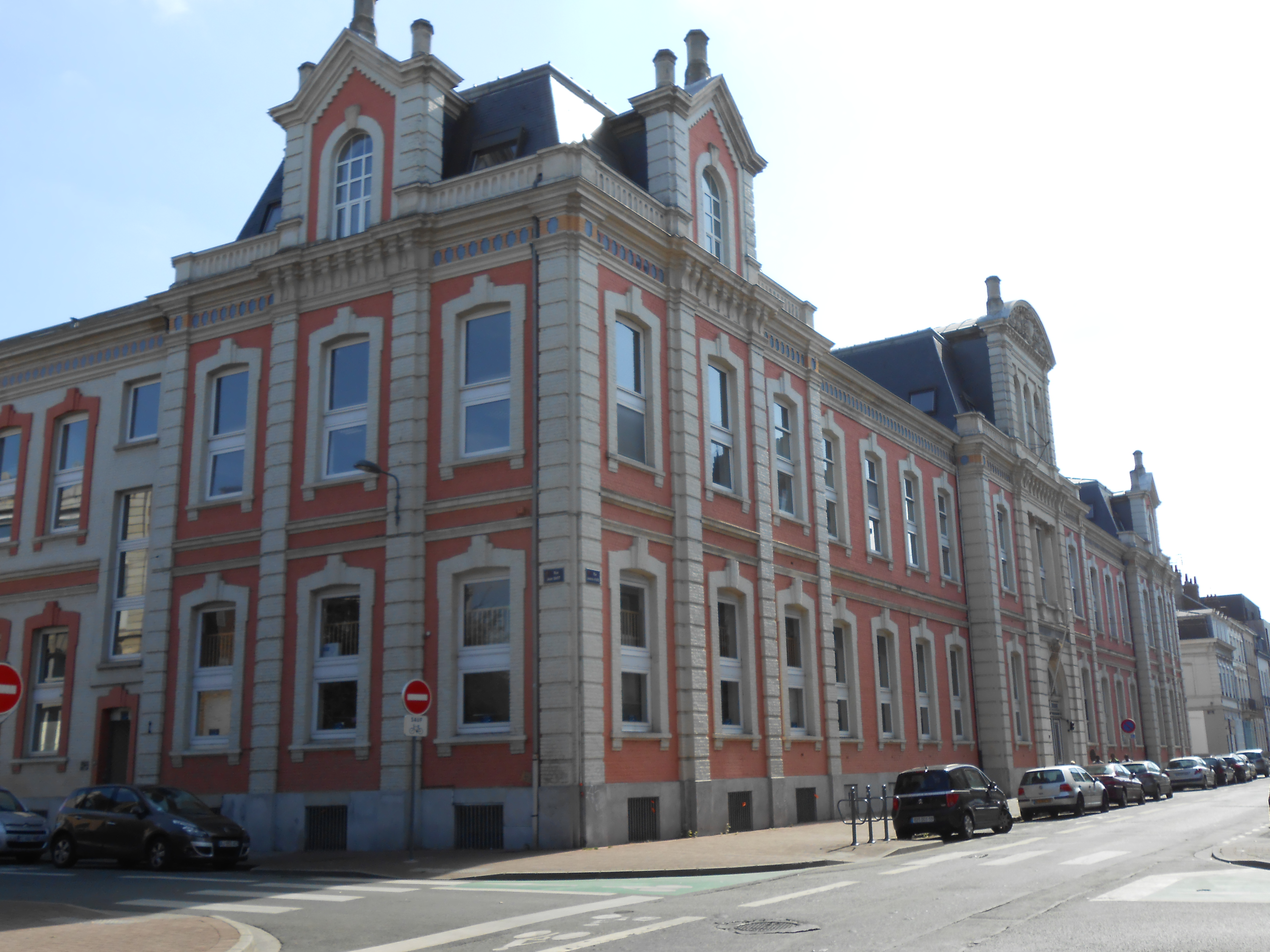
1872-1968 : Bâtiment historique de l’Institut industriel du Nord, rue Jeanne-d'Arc (Lille)
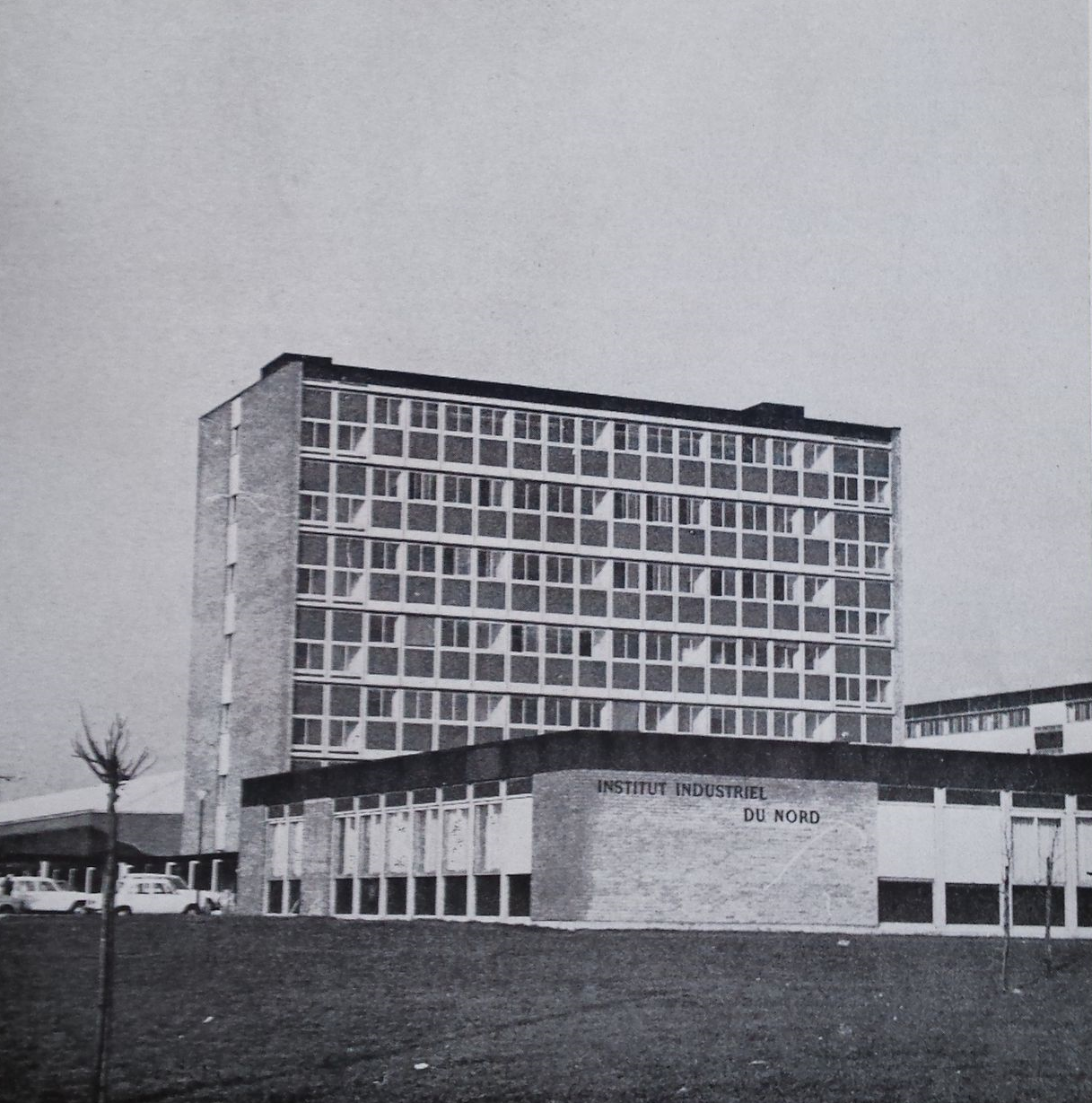
Bâtiments A et E en 1970 - Institut industriel du Nord (Cité scientifique)
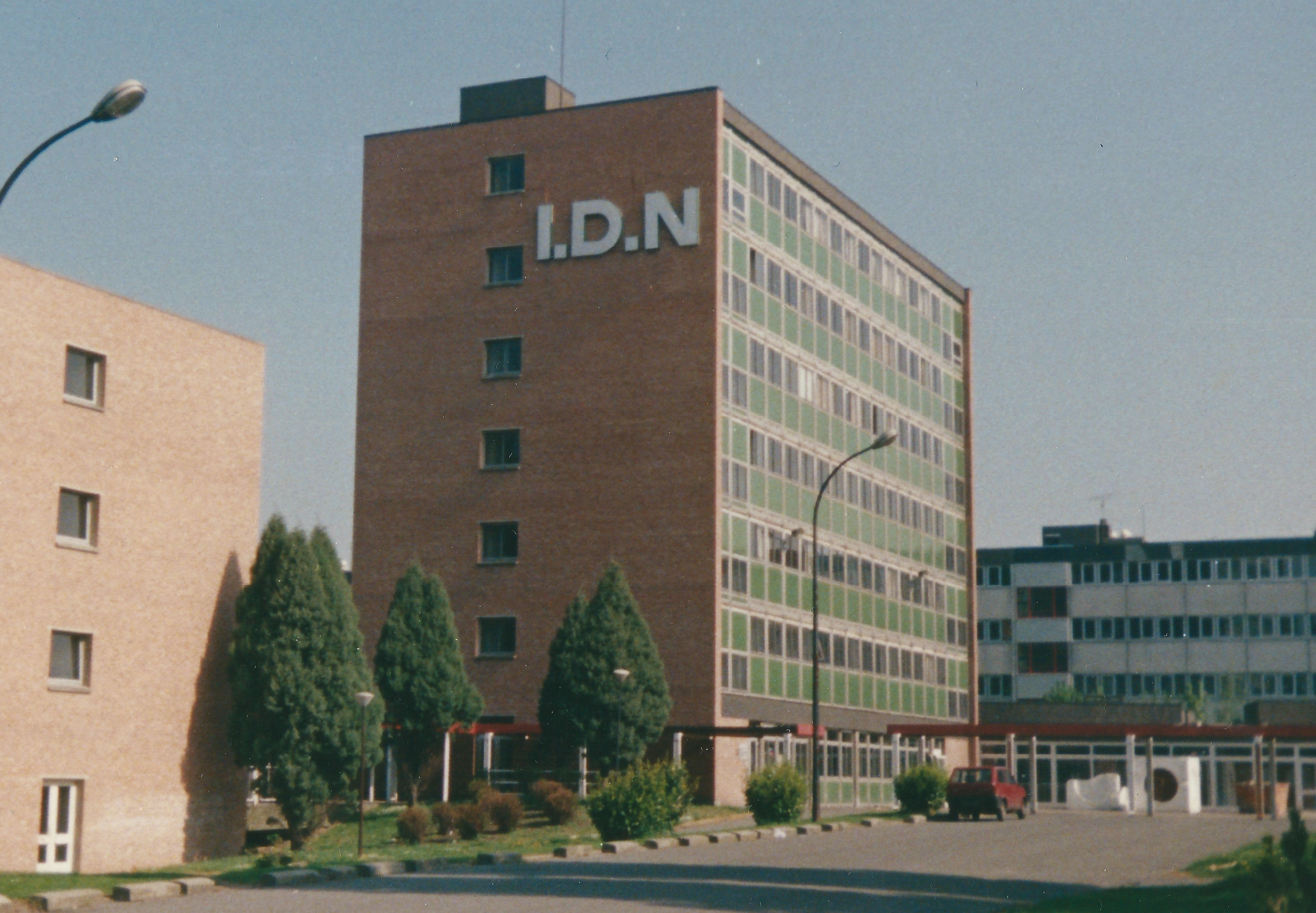
Bâtiment E d'enseignement : Tour de l'Institut industriel du Nord (IDN) en 1991.

C'est en 1875 que furent inaugurés de nouveaux bâtiments pour l'IDN, construits spécifiquement pour répondre aux besoins d'expansion de l'école, situés au 17 rue Jeanne-d'Arc à Lille dans le voisinage de la faculté des sciences et qui furent utilisés jusqu'en 1968. L'école et ses laboratoires de recherche s'installent en 1968 dans des locaux modernes avenue Paul-Langevin dans le campus de l'université des sciences et technologies de Lille (Cité scientifique). L'école rejoint le concours Centrale-Supélec en 1972. Elle participe à la formation du groupe des Écoles centrales en 1990. Elle s'insère dans le réseau TIME (Top Industrial Managers for Europe) et est membre de multiples pôles de compétitivité français.
Par tradition (et d'après la section de Génie des origines de l'École), les première, deuxième et troisième années du programme centralien de l'école s'appellent respectivement G1, G2 et G3. Au XIXe siècle, le tronc commun de formation généraliste et les options d'approfondissement sont initialement centrés sur la mécanique et les machines à vapeur, la métallurgie, l'industrie textile, la chimie et les distilleries, l'électricité ; la pluridisciplinarité s’accroît progressivement avec l'essor technologique du XXe siècle pour couvrir les génie civil, génie mécanique, génie des procédés, électronique industrielle, automatique, informatique de gestion, informatique industrielle, aménagement du territoire, transport-logistique, production industrielle, génie informatique, ondes micro-électronique et télécommunications, et s'étendre aux thématiques et filières dominantes du XXIe siècle.
Depuis 1929, le programme des études des élèves-ingénieurs de première année est adapté pour obtenir des certificats de licence ès-sciences en double diplôme. Depuis 1964, l’École délivre de multiples diplômes d'études approfondies (DEA), accessibles aux élèves-ingénieurs de troisième année, cohabilités avec l'université de Lille et soutenus par des laboratoires de recherche communs et qui sont devenus en 2002 les masters recherche (M1-M2) de l'École Centrale de Lille. L’École délivre aussi le diplôme de doctorat (DR) de l'École Centrale de Lille dans six spécialités des sciences de l'ingénieur.
Depuis 1854, la notoriété des ingénieurs formés à l'École concernait notamment la conception de locomotives et la construction de machines à vapeur de force motrice pour l'industrie manufacturière, sous l'impulsion d'Alcippe Mahistre et d'Albert Olry poursuivie par Cyrille Grimpret dont les successeurs assurent l'enseignement en machines thermiques et turbomachines.
L'École a aussi été pionnière en créant un laboratoire d'électrotechnique dès 1892, dirigé par Bernard Brunhes et Charles Camichel et « aura été la première en France (...) à décerner le diplôme d'ingénieur électricien » dès 1893, d'où dérivent l'enseignement en conception de moteurs électriques et d’alternateurs, la modélisation de leur commande robuste et l'exploitation de réseaux de production et distribution électriques. Y est également établi par Clément Codron et Albert Petot le premier laboratoire d'essais mécaniques de France en 1894, d'où sont issus des ingénieurs pionniers de l'aéronautique et de l'automobile au début du XXe siècle, tels que Jean Hubert, Étienne Dormoy et Lucien Chenard.
Des recherches en mécanique des milieux continus y ont été initiées dès 1872 avec Joseph Boussinesq, poursuivies par Joseph Kampé de Fériet et André Martinot Lagarde en mécanique des fluides et aérodynamique après 1930, avec des installations de laboratoire et soufflerie de couche limite, ainsi qu'en mécanique des solides avec applications à la tribologie et aux propriétés physiques de matériaux pour la sidérurgie, les structures métalliques et le génie civil. L'installation d'une machine de sollicitation multi-axiale, d'une capacité de 10 tonnes par axe, permet des expérimentations mécaniques et géotechniques et contribue à renouveler l'enseignement et la recherche en génie civil en 1970.
Dès le milieu du XIXe siècle, les ingénieurs issus de l'École sont reconnus pour leur savoir-faire dans le domaine des procédés de distillerie agro-alimentaire, de dépollution et production d'eau potable, puis des procédés de biomasse, carbochimie et raffinage pétrolier, la lixiviation de sédiments pollués et leur valorisation notamment dans l'ingénierie des travaux publics. L'enseignement du génie des procédés, de la physique-chimie industrielle et de la métallurgie y sont continûment développés depuis le XIXe siècle par les successeurs de Frédéric Kuhlmann et Louis Pasteur, notamment Camille Matignon et Paul Pascal ; une installation pilote semi-industrielle de génie des procédés et catalyse est installée en 1977 ; un atelier de microscopie électronique est en place en 1989 pour l'étude d'alliages et matériaux nouveaux. La radio-électricité et la propagation des ondes sont enseignées par René Paillot dès 1923 et évoluent en cours d'acoustique et hyperfréquences, télécommunication et réseaux dans le dernier tiers du XXe siècle.
Successeurs de la conception de machines textiles étudiées à l'École depuis 1854, des cours de programmation mécanographique par cartes perforées et les applications des automatismes hydrauliques apparaissent dans la première moitié du XXe siècle. L'électronique y est enseignée à partir de 1956. Les cours d'automatique, dans ses spécialités d'identification et de commande des systèmes dynamiques et de traitement analogique et numérique du signal, se développent dès 1957 et sont généralisés en option de mathématique appliquée et informatique en 1963 : Lille en est un site pionnier en France, ce qui soutient l'enseignement précoce du génie logiciel à l'École au travers notamment des langages informatiques Fortran, Algol en 1963, puis Ada en 1985 et Java dès 1994. L'enseignement et la recherche se développent particulièrement dans les domaines de la commande numérique de grands systèmes, la régulation de processus continus en temps réel et l'informatique de systèmes embarqués.
L'École a été précurseur dans l'enseignement et la recherche en méthodes formelles de modélisation de systèmes dynamiques par réseaux de Petri et des transferts énergétiques par Bond graph assistée par ordinateur. La productique, la robotique et les systèmes de supervision d'acquisition et de contrôle de données y sont développés à partir de 1981 avec un atelier flexible expérimental de production manufacturière automatisée et les recherches en modélisation à preuve formelle de systèmes de contrôle-commande à événements discrets, les systèmes informatiques d'aide à la décision et d'ordonnancements prédictifs.
L'ingénierie logistique et celle des systèmes de transport terrestre durable sont en essor dès 1972, notamment dans le domaine des transports automatiques ferroviaires et de la mobilité urbaine, complétant les cours d'architecture et de constructions civiles établis en 1860 et l'option d'aménagement urbain créée en 1969. L'École restructure son enseignement en mécatronique en 1980, tandis que l'enseignement en physique des matériaux, dans leurs applications électromagnétiques, hyperfréquences et d'imagerie acoustique, tire parti des progrès vers 1986 des capteurs micro-électroniques et de propriétés magnétoélectriques de matériaux nouveaux. L'évolution de la micro-électronique vers les micro-systèmes, nano-systèmes électromécaniques et la micro-fluidique y date de 1992, assurant la transition vers le XXIe siècle où l'École s'investit dans l'innovation numérique foisonnant d'applications dans tous les secteurs d'activité économique.

## Formations

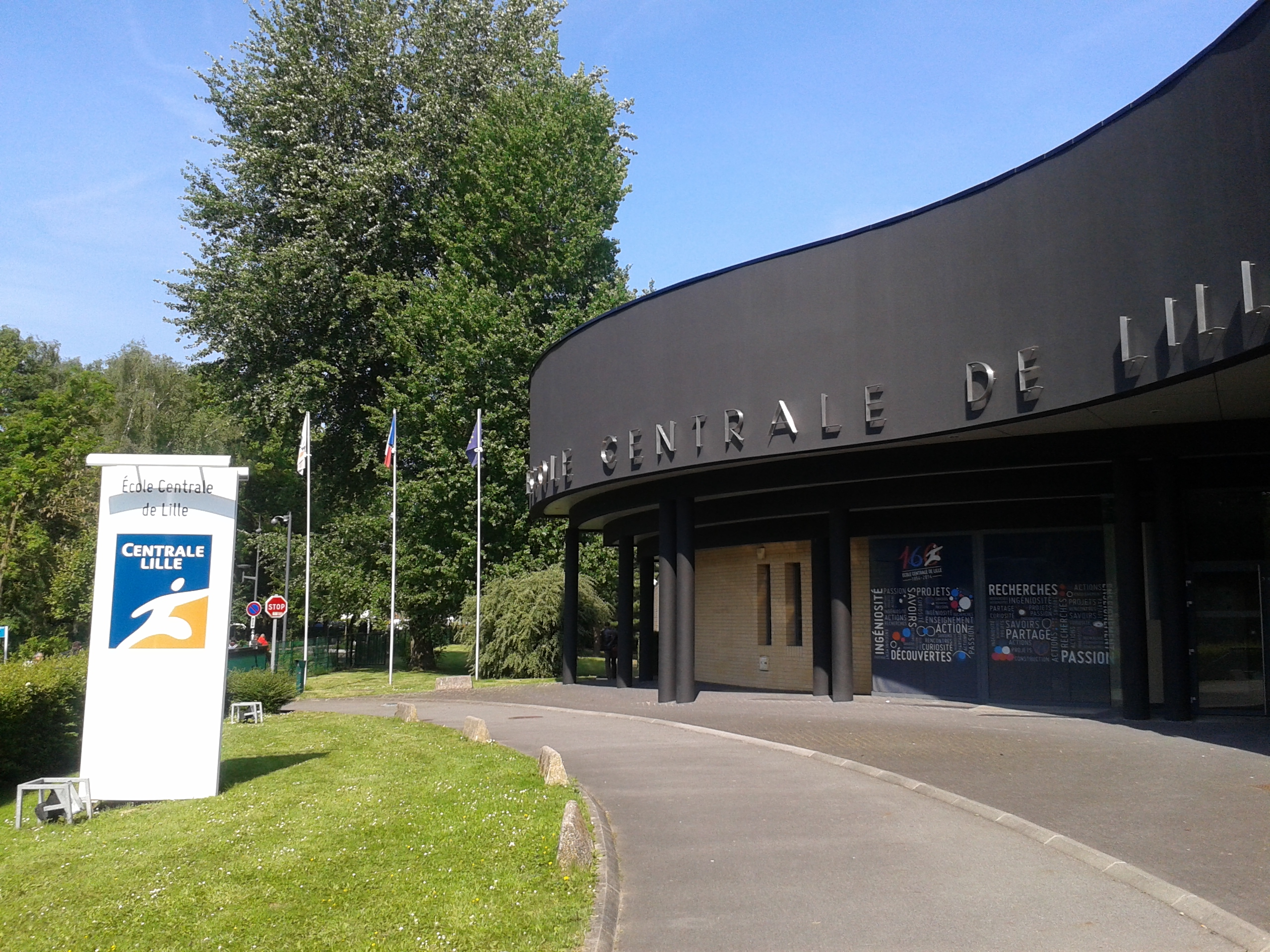
Façade de l'École centrale de Lille

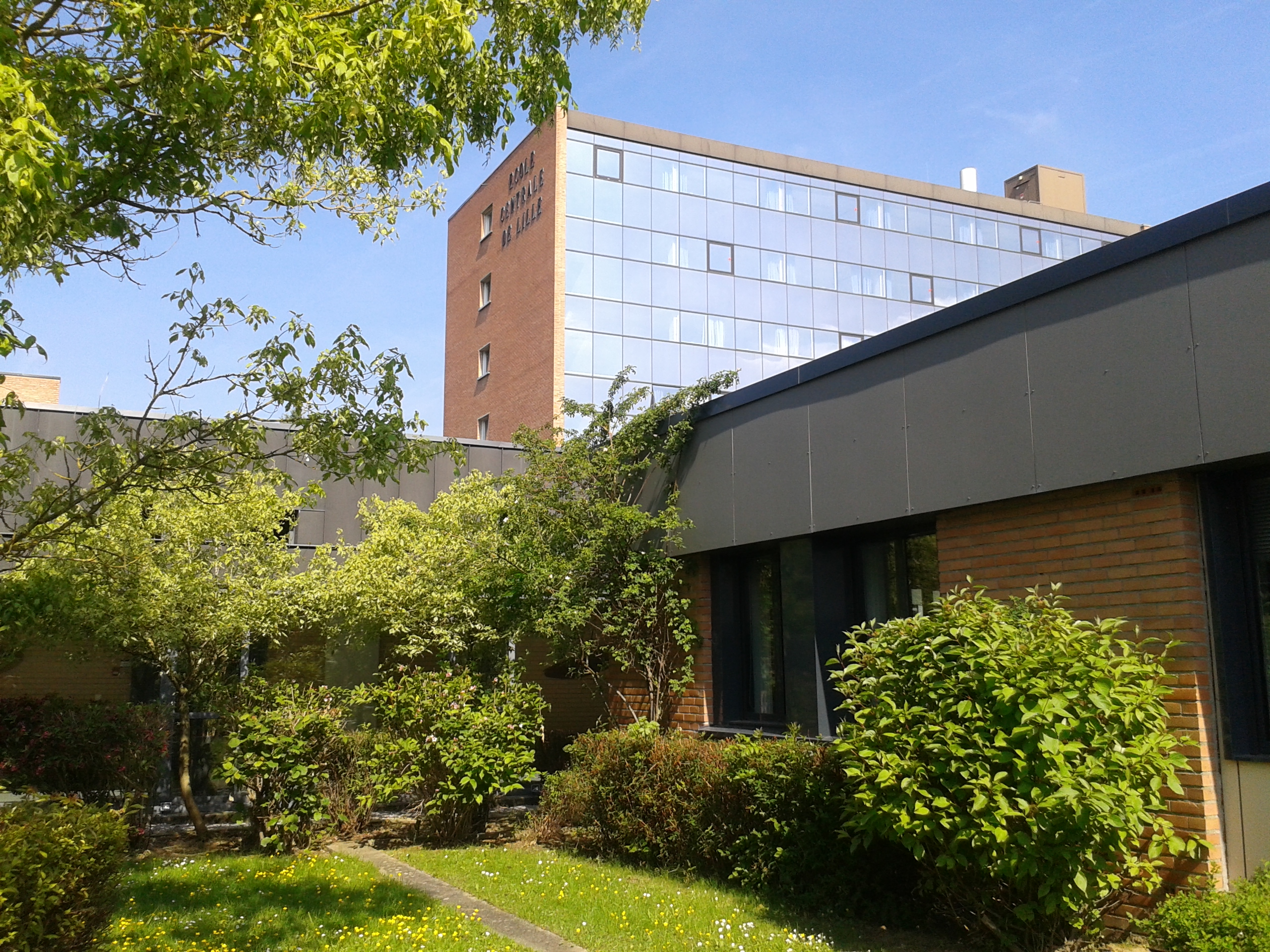
Tour de l'École centrale de Lille

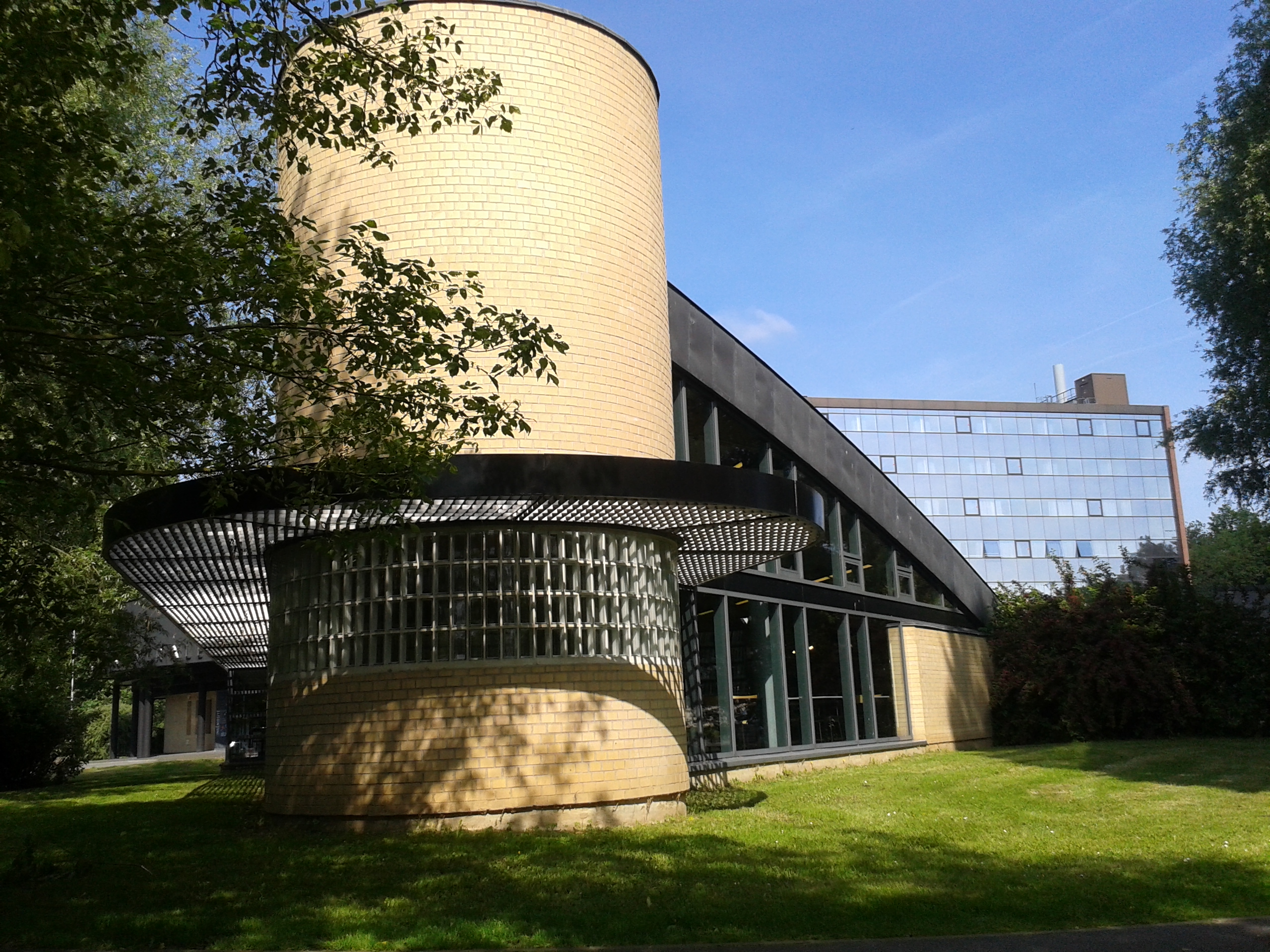
Vue sur les bâtiments A et E

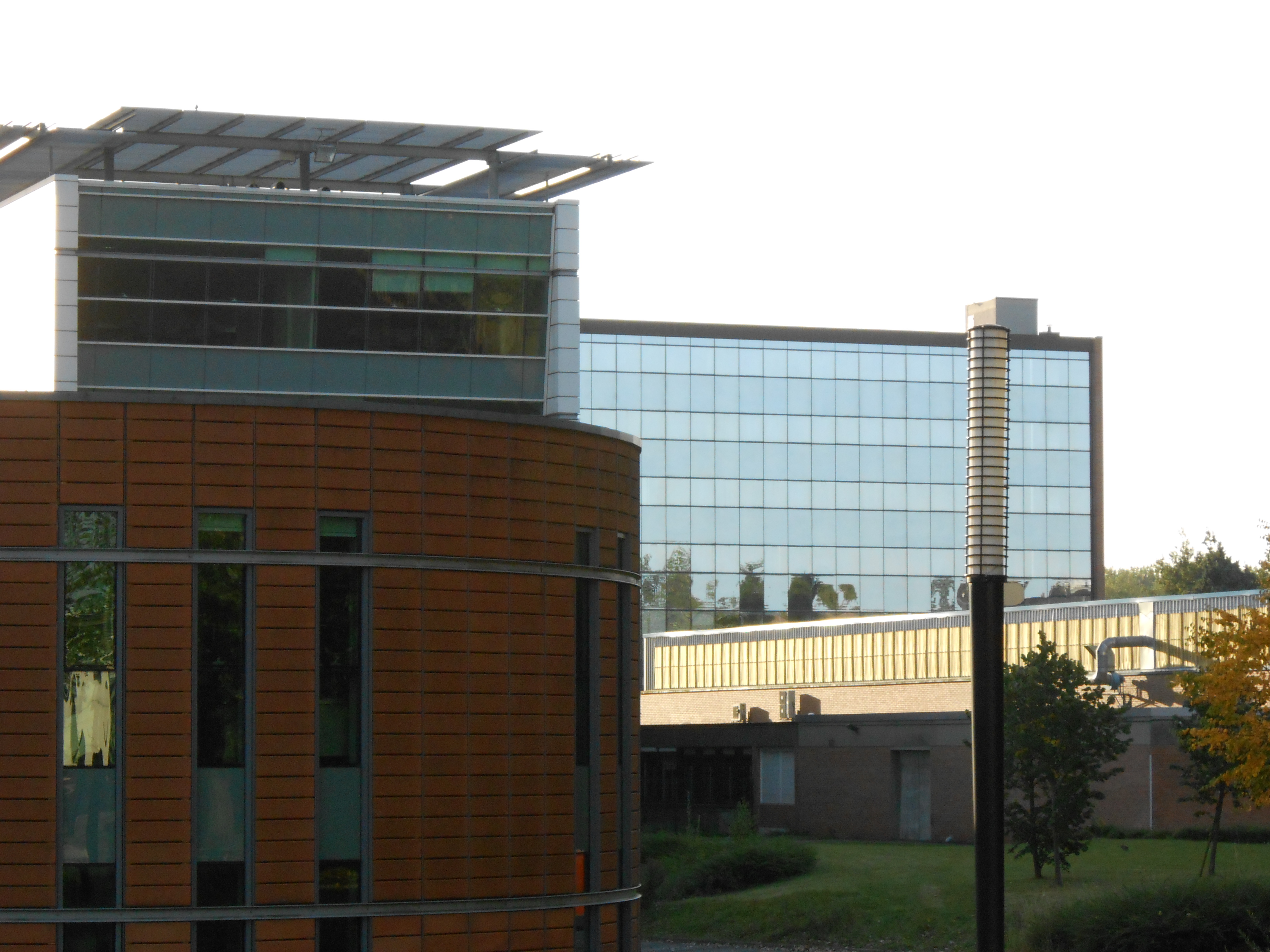
Vue sur les bâtiments B et E

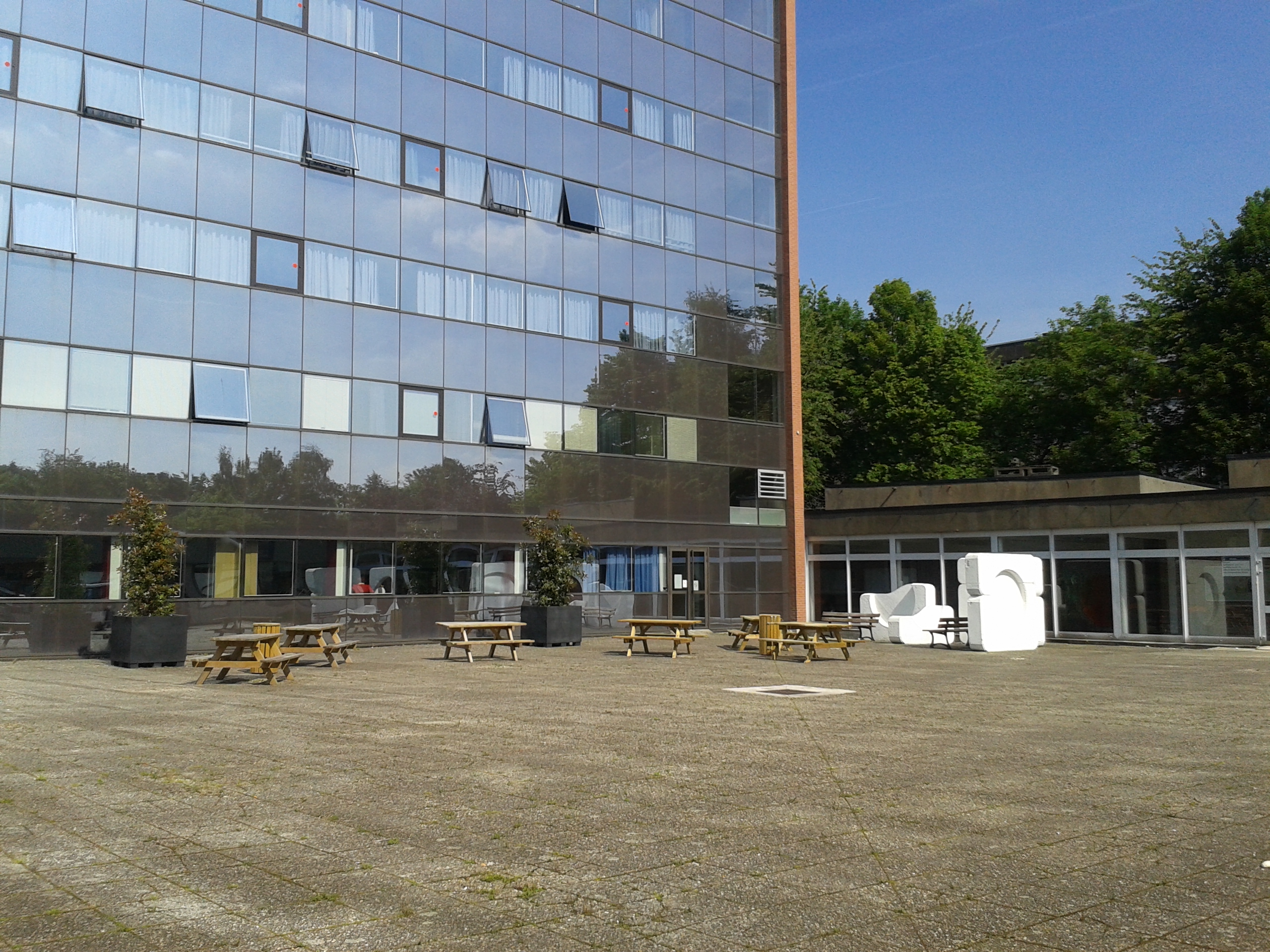
Cour de l'École Centrale

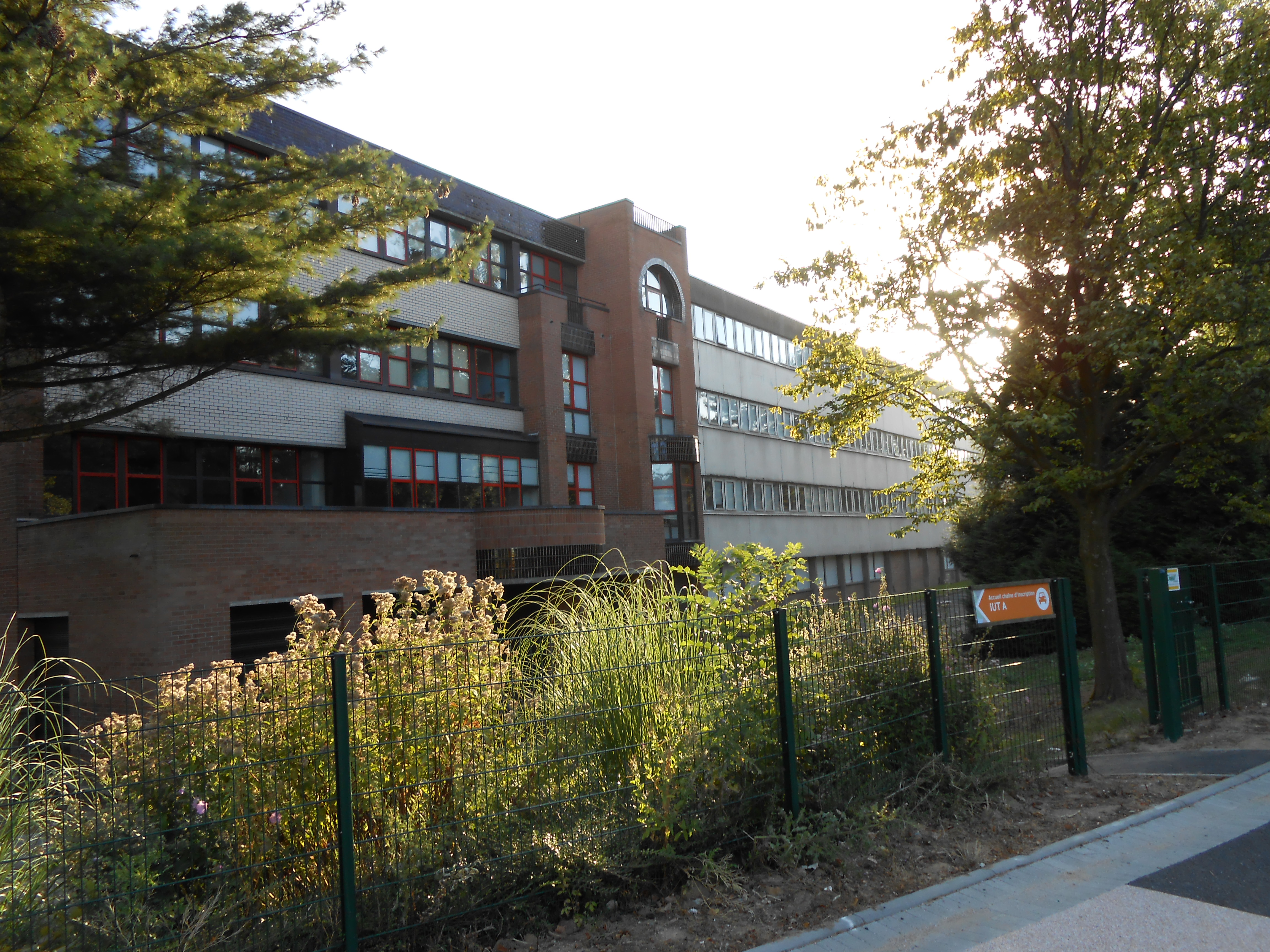
Laboratoires du bâtiment C

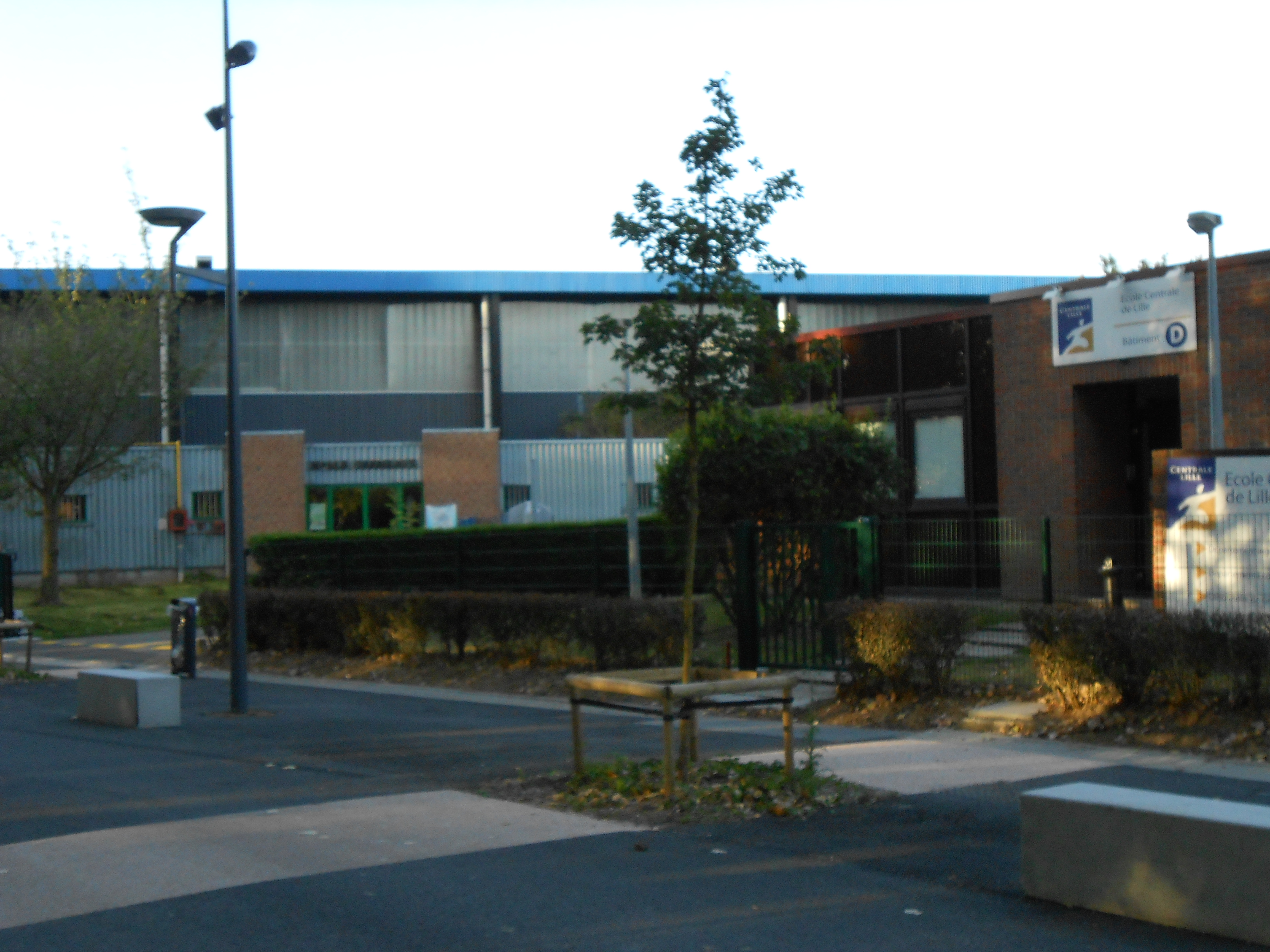
Bâtiment D et halle de sport Grémeaux

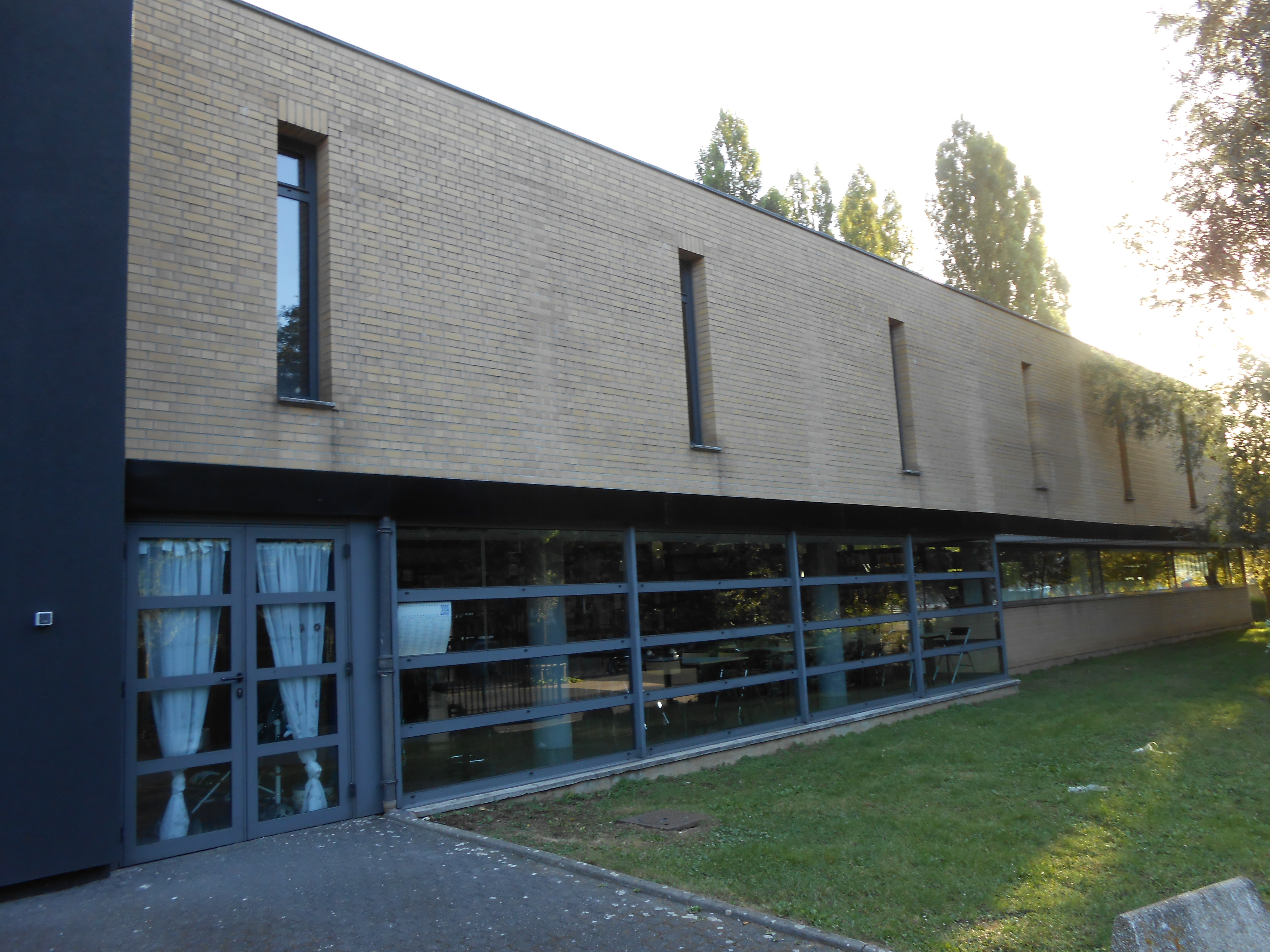
Centrale Lille
Digital innovation fablab

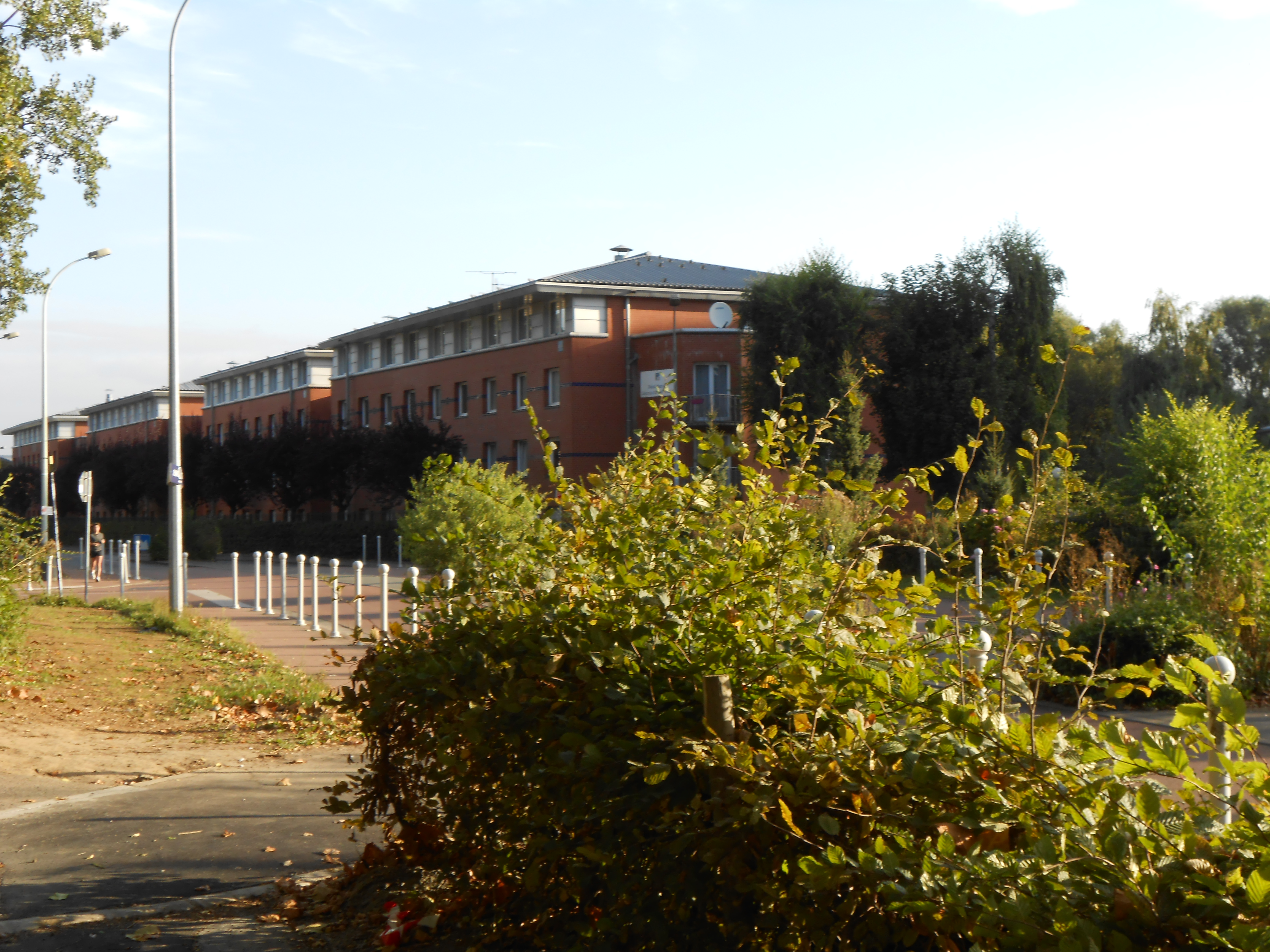
Centrale Lille Rez - Résidence des élèves-ingénieurs

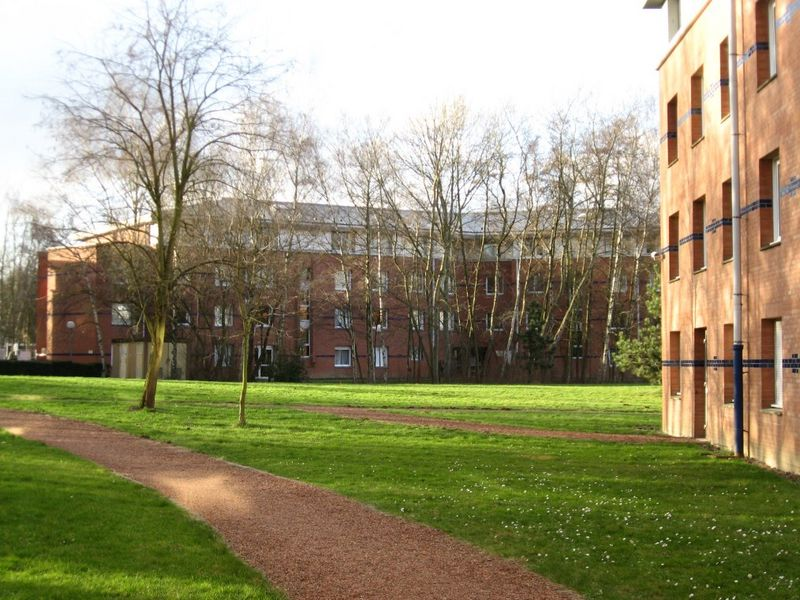
Centrale Lille - Rez

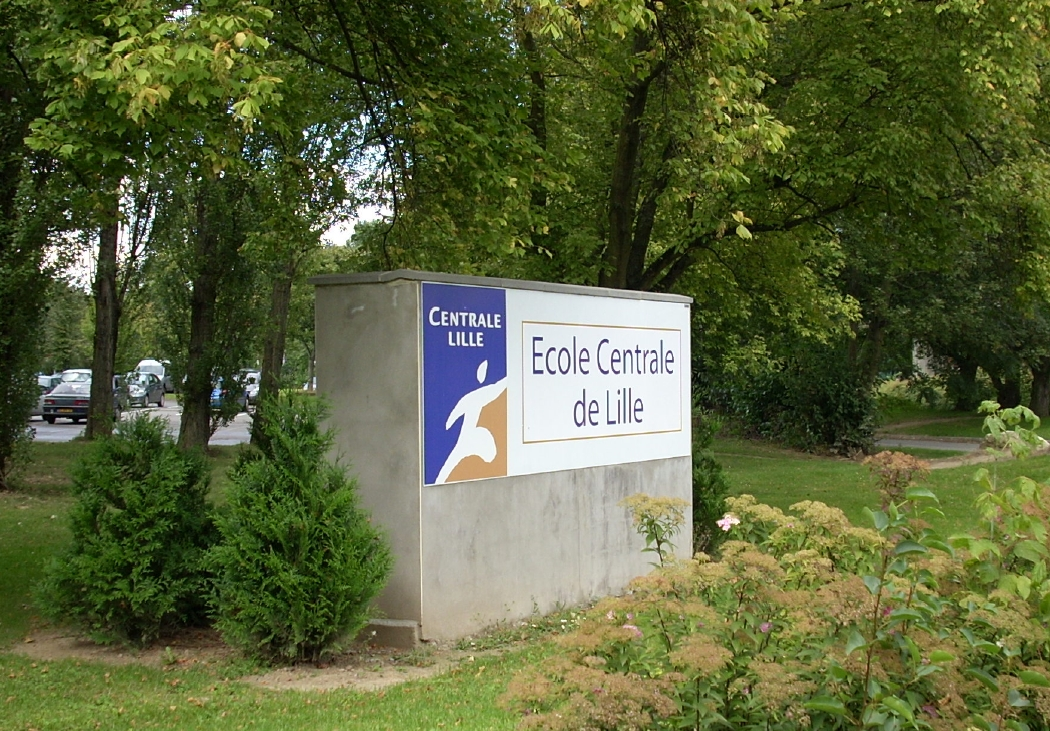
Entrée du campus de Centrale Lille

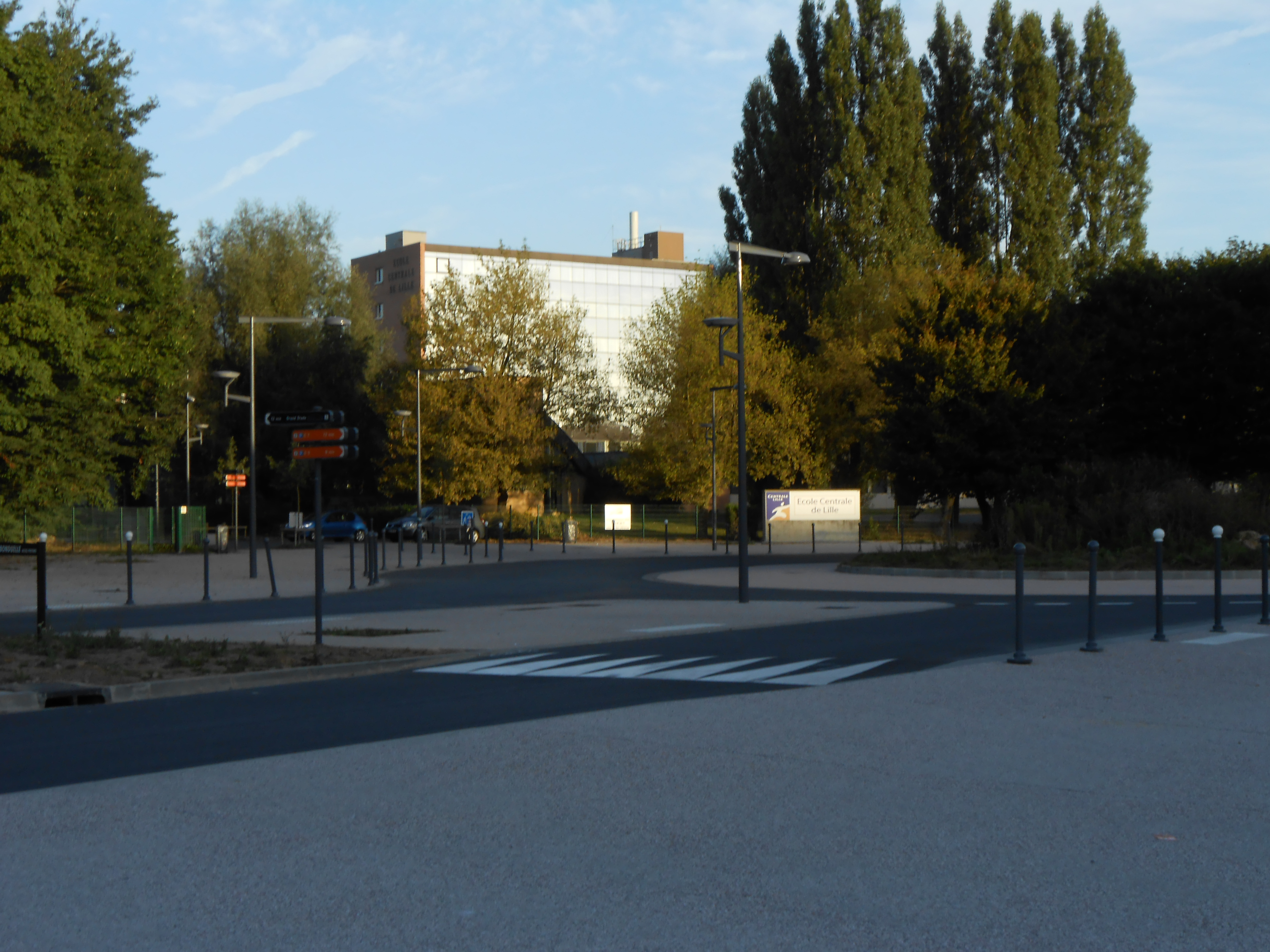
Accès au campus de Centrale Lille vu de la station de métro

### Formation d'ingénieurs polyvalents
Centrale Lille Institut organise le cursus de l'École centrale de Lille et délivre le titre d'« Ingénieur diplômé de l'École centrale de Lille ». Ce diplôme d'ingénieur généraliste polyvalent est au grade 300 du Système européen de transfert et d'accumulation de crédits (ECTS).
L'École centrale de Lille forme des ingénieurs de haut niveau scientifique et technique au cours d'un cursus généraliste intensif d'au moins trois ans, auquel peuvent être associés des masters doubles diplômes et des options d'approfondissement, éventuellement poursuivis par une thèse de doctorat. La polyvalence de la formation suivie s'exprime dans tous les domaines techno-scientifiques et dans tous les secteurs d'activité économique en constante évolution foisonnante, y compris dans leurs intrications financières, sociales et environnementales.

#### Recrutement
Le recrutement des élèves-ingénieurs se fait principalement sur concours après les classes préparatoires aux grandes écoles (crédits > 120 ECTS). La voie d’accès principale est le concours Centrale-Supélec, à l'issue des filières de classes préparatoires MP, MPI, PC, PSI, PT, TSI, ATS, mais une petite partie des étudiants est recrutée après des licences scientifiques (crédits 180 ECTS) ou dans le cadre d'un programme de mobilité internationale tel que TIME (Top Industrial Managers for Europe).
L'admission à la formation d'ingénieur de l'École Centrale de Lille s'effectue selon les modalités suivantes :
- concours Centrale-Supélec (3 ans ou 2+1 ans ou 2+2 ans)
- concours universitaire des Écoles Centrale pour les titulaires d'une licence L3 (3 ans)[12]
- concours ATS pour les élèves en Prépa ATS Génie Civil et Génie Industriel à la suite d'un DUT ou BTS[12]
- échanges internationaux double diplôme TIME (2+2 ans)[13] dans toute l'Europe (Top Industrial Managers for Europe)
- échanges internationaux double diplôme TIME Overseas (2+2 ans)[14] avec des universités et instituts de technologie au Brésil, Canada, Mexique Chili, Chine, Corée, États-Unis, Indonésie, Japon, Maghreb.
- échanges internationaux IMCC-USA (2+2 ans)
- double diplôme avec EDHEC Business school (2+2 ans)[15].
- élèves-ingénieurs des autres Écoles centrales (2+1 ans)

#### Programme centralien
La formation centralienne permet à chaque élève-ingénieur d'acquérir des bases méthodologiques et des connaissances dans de multiples disciplines scientifiques et techniques, appuyées sur une pratique pluridisciplinaire dans un large éventail de domaines d'applications professionnelles ; elle intègre des compétences transversales en gestion-finance, sciences humaines et communications interculturelles, développant une approche globale de la complexité des projets.
Le programme centralien (crédits 180 ECTS) comporte deux ans de tronc commun, assurant un socle de formation scientifique technique et managériale, associé à des enseignements électifs, suivi d'au moins un an d'approfondissement caractérisé par le choix d'un génie disciplinaire et d'une filière professionnalisante :
- Filières métiers : conception de produits et systèmes innovants ; aménagement-construction-environnement ; gestion de la chaîne logistique ; commerce électronique / e-business / e-santé ; gestion-audit-conseil ; entrepreneuriat ; recherche
- Génies (tronc commun et options d'approfondissement) :
  - Stratégie et Management des Organisations : Administration des entreprises, sociologie économique, modélisation d’entreprise, conduite du changement, gestion et pilotage de projet, gestion des connaissances, ingénierie des systèmes, recueil et analyse de données, personnalisation de masse, modélisation de systèmes complexes, innovation et entrepreneuriat.
  - Mécanique avancée : Ingénierie mécanique, mécatronique ; Énergétique et machines ; Mécanique des fluides, aérodynamique et turbulences, turbomachines ; ingénierie de véhicules et infrastructures de transport ; applications automobiles, ferroviaires, aéronautiques, énergétiques, bio-mécanique ; maquettisme numérique 3D ; Mécanique des structures et des matériaux, science des matériaux et mémoire de forme, nano-matériaux et techno-textiles.
  - Génie civil : Bâtiment et travaux publics, organisation de la construction, préfabrication et construction modulaire, géotechnique, sols et structures, matériaux et ouvrages, sobriété énergétique de l'habitat, gestion de l’eau et des effluents, génie urbain, aménagement du territoire et de la mobilité, habitat intelligent et ville durable.
  - Matière-Énergie-Vivant : Procédés durables et ressources alternatives ; Gestion du cycle de vie de produits et systèmes de l'écoconception au recyclage ; Génie des procédés chimiques et agro-alimentaires ; Génie environnemental ; catalyse, biotechnologies, bio-raffinerie, valorisation de la biomasse et carburants, écomatériaux, procédés industriels et leurs interactions avec l'environnement, traitements des pollutions.
  - Ondes, Micro-Nano-électronique et Télécommunications : Physique, matériaux actifs et intelligents, nanosciences, micro-électronique, micro-systèmes et nanotechnologies, acoustique, imagerie ondulatoire ultrasonore et électromagnétique, imagerie médicale, thérapie ultrasonore et contrôle non destructif, micro-fluidique, applications micro-médicales, technologies pour la santé et le médicament, radiocommunications et systèmes hyperfréquences, systèmes de télécommunications et objets communicants, radiofréquences, photonique et optoélectronique.
  - Énergie électrique et développement durable : Électronique, électrotechnique, automatique, contrôle et conception de systèmes électriques et électroniques, systèmes de conversion d'énergie, distribution et stockage d'énergie, transports terrestres, véhicules électriques, chaînes de traction, systèmes hybrides, gestion d'énergie embarquée, commande et optimisation de réseaux électriques, intégration des énergies renouvelables dans les réseaux électriques, amélioration de l'efficacité énergétique
  - Génie des systèmes d'information : Modélisation et architecture d’entreprise ; transformation numérique des organisations ; génie logiciel, architecture des systèmes d'information en réseau, sécurité et résilience des réseaux, cybersécurité, communication et multimédia, technologies collaboratives, univers marchands e-commerce et services mobiles.
  - Décision et analyse de données : Traitement du signal et de l'information, science des données, mégadonnées et techniques analytiques de masse, ingénierie de la décision, sûreté de fonctionnement, finance et risque, compression du contenu multimédia, apprentissage automatique, simulation et modélisation numérique, modélisation et commande robuste de systèmes complexes, systèmes non linéaires et incertains, logiciel embarqué, automates et méthodes formelles, conception de systèmes automatisés, capteurs et actionneurs, réseaux de terrain, réseaux de capteurs et internet des objets, systèmes embarqués, machines et véhicules autonomes, robotique.
  - Génie des systèmes de production : Industrie 4.0, conception et conduite des systèmes de production, codesign et industrialisation, usine numérique et productique, hyperviseurs industriels et systèmes d'acquisition et de contrôle de données, méthodes-qualité et maintenance en production manufacturière automatisée, maintenance prédictive, gestion de production.
  - Systèmes de transport et logistiques : systèmes et chaînes logistiques et déploiement dans l'industrie, la grande distribution et les transports ; logistique urbaine ; ingénierie hospitalière et logistique pour la santé.

Les génies disciplinaires et filières professionnalisantes sont associés à des chaires d'enseignement et de recherche, bénéficiant de cofinancements de long terme par de grandes entreprises françaises.
Après le tronc commun couvrant l'ensemble des génies disciplinaires, l'approfondissement s'effectue généralement en une année à l'École, éventuellement associé à une spécialité de master (M2, grade 300 ECTS), mais peut aussi s'incarner en deux ans d'échanges internationaux double-diplômants (grade 360 ECTS). La variété des combinaisons possibles (91 sans compter les possibilités à l'international) est caractéristique de la formation généraliste proposée, associant un socle de formation homogène et un parcours personnalisé.

### Masters à finalité recherche

#### Recrutement
Les masters peuvent être suivis par les élèves-ingénieurs centraliens, en double diplôme associé à la filière recherche et aux génies disciplinaires de l'École Centrale de Lille ou des autres écoles internes de Centrale Lille Institut. Ils constituent aussi des spécialités (M2) suivies par des étudiants de masters scientifiques (M1+M2) de l'université de Lille. Les masters, qu'ils soient francophones ou anglophones, ont des processus spécifiques de recrutement international d'étudiants.
Les masters peuvent être le prélude d'une formation par la recherche menant à une thèse de doctorat dans le domaine des sciences pour l'ingénieur.

#### Masters recherche
Après un tronc commun de formation, Centrale Lille propose plusieurs spécialités et parcours de master recherche (M2 : crédits 60 ECTS - 1 an) dans le domaine des sciences pour l'ingénieur sur une durée d'un an, associés à ses laboratoires de recherche :
- spécialité sciences mécaniques et ingénierie, associée au Laboratoire de mécanique de Lille (LML), héritière de l'enseignement et des recherches initiés par Mahistre (1854), Boussinesq et Codron (1872)
- spécialité génie civil, associée au Laboratoire de mécanique de Lille (LML), héritière des recherches de Flamant, Boulanger et Boussinesq à l'Institut industriel du Nord (1872)
- spécialité catalyse et procédés, associée à l'Unité de catalyse et de chimie du solide (UCCS), héritière des travaux pionniers de Kuhlmann (1823), Lamy et Pasteur (1854)
- spécialité systèmes, machines autonomes et réseaux de terrain, associée au laboratoire d'automatique, génie informatique et signal (LAGIS-CRIStAL), initié par Martinot Lagarde en 1957 et formalisé en laboratoire de systématique par François Laurent (1964).
- spécialité réseaux et télécommunications, systèmes communicants, micro et nanotechnologies, associée à l'Institut d'électronique de microélectronique et de nanotechnologie (IEMN) depuis 1994
- spécialité logistique pour la santé, associée au laboratoire d'automatique, génie informatique et signal (LAGIS-CRIStAL) et à l'Institut lillois d'ingénierie de la santé depuis 2009
- spécialité génie industriel, modélisation et management des organisations, associée au Laboratoire de modélisation et de management des organisations (LM2O).

Outre les masters recherche (M2) associés aux laboratoires de recherche de Centrale Lille, d'autres masters scientifiques de l'université de Lille sont intégrables à la filière recherche de troisième année centralienne, notamment :
- Master recherche (M2) en mathématiques appliquées, associé au laboratoire Paul-Painlevé et au Laboratoire d'informatique fondamentale de Lille
- Master recherche (M2) « banking & finance advanced program » de la Faculté de finance, banque, comptabilité de Lille, pour un approfondissement en finance quantitative.

#### Masters recherche anglophones
Centrale Lille Institut propose plusieurs masters anglophones (M1+M2 : crédits 120 ECTS - 2 ans) :
- un master en robotique et transport : "Master Robotics & Transport (MRT)"[20], associé au laboratoire CRIStAL et au pôle i-Trans Railenium, se focalisant sur la robotique adaptative, les véhicules autonomes et les systèmes de transport intelligents. Ce master est proposé conjointement avec l'École polytechnique universitaire de Lille.
- un master en mécanique des fluides : "Master Aeronautics & Space - Major Turbulence"[21], associé au Laboratoire de mécanique de Lille (LML) et au Laboratoire de mécanique des fluides de Lille (LMfL)[9], héritiers des recherches lilloises en modélisation des turbulences initiées notamment par Boussinesq[22] (1872), Kampé de Fériet (1919) et Martinot Lagarde (1946). Ce master est proposé conjointement avec l'ENSI Poitiers et l'ISAE-ENSMA, en coopération avec l'ONERA Lille.
- un master en automatique et développement durable : "Master Electrical Energy for Sustainable Development (E2SD)"[23], associée au laboratoire d'électrotechnique et d'électronique de puissance de Lille (L2EP), héritière des recherches fondatrices de Brunhes et Camichel à l'Institut industriel du Nord (1893). Ce master est proposé conjointement avec l'Université de Lille et École nationale supérieure des arts et métiers de Lille.
- un master en ingénierie bio-médicale : "Master in bio-medical engineering (BME)"[24], associé aux laboratoires de recherche de l'École Centrale de Lille au sein du pôle Eurasanté, se focalisant sur l'imagerie médicale, l'instrumentation chirurgicale et l'assistance thérapeutique. Ce master est proposé conjointement avec l'Université de Lille.
- un master en bioraffinerie : "Master in Biorefinery"[23], se focalisant sur les problématiques de la valorisation de la biomasse, ses procédés de transformation et au remplacement des procédés utilisant des ressources fossiles. Ce master est proposé conjointement avec l'Université de Lille.
- un master en mécanique : "Master on Advanced Solid Mechanics"[25], se focalisant sur la mécanique des solides pour la modélisation des matériaux et des structures. Ce master est proposé conjointement avec l'Université de Lille et l'UCLouvain.
- un master en nanosciences et nanotechnologies : "Master Emergent Technologies (E-Tech)"[23], associée au laboratoire de l'Institut d'électronique de microélectronique et de nanotechnologie et l’Institut de recherche sur les composants logiciels et matériels pour l'information et la communication avancée de Lille. Ce master est proposé conjointement avec l'Université de Lille.
- un master en science des données : "Master Data Science"[26] se focalisant sur les sciences des données et l'intelligence artificielle. Ce master est proposé conjointement avec l'Université de Lille et l'École nationale supérieure Mines-Télécom Lille-Douai.

### Doctorat en sciences pour l'ingénieur
- Doctorat de l'École centrale de Lille dans six spécialités[27](3 ans), associé à des bourses d'excellence Eiffel[28].

L'École Centrale de Lille est membre fondateur de l'École doctorale des sciences pour l'ingénieur (ED-072 SPI), comprenant 920 doctorants et 250 thèses soutenues annuellement. Elle est aussi membre de l'École doctorale des sciences pour l'ingénieur (ED-287 SPI) pour le génie des systèmes industriels.
L'École Centrale de Lille est habilitée par l'État à délivrer en propre le doctorat dans plusieurs spécialités des sciences pour l'ingénieur : doctorat en mécanique ; doctorat en génie civil ; doctorat en génie électrique ; doctorat en automatique, génie informatique, traitement du signal et image ; doctorat en micro et nanotechnologies, acoustique et télécommunications ; doctorat en génie des systèmes industriels.

### Formation d'ingénieurs spécialistes
Outre le cursus généraliste d'ingénieur polyvalent (programme Centralien) assuré à l'École Centrale de Lille, des formations d'« ingénieur diplômé de Centrale Lille Institut » sont proposées dans des spécialités requérant une double compétence en génie industriel. Ces diplômes spécialisés sont au grade 300 du Système européen de transfert et d'accumulation de crédits (ECTS).

#### Recrutement
L'accès aux formations d'ingénieurs spécialistes s'effectue par voie de concours post-bac, sur concours après les classes préparatoires ou sur dossier pour admission sur titre.

#### Spécialité génie informatique et industriel
L'École Centrale de Lille a fondé en 1992, à Lens, l’Institut de génie informatique et industriel (IG2I), qui forme des ingénieurs experts en technologies de l’information et de la communication pour applications industrielles (diplôme de spécialité en génie informatique et industriel) et constitue une formation longue alternative au master en génie informatique, systèmes, machines autonomes et réseaux de terrain proposé par Centrale Lille.

#### Spécialité entrepreneuriat et management
L'École Centrale de Lille a ouvert en 2003 un département dénommé Institut technologique européen d'entrepreneuriat et de management (ITEEM) fondé en partenariat avec SKEMA Business School : il forme des ingénieurs managers entrepreneurs (diplôme de spécialité en génie industriel et entrepreneurial) et constitue une formation longue alternative à l'année de Mastère Spécialisé en création d'entreprise et entrepreneuriat proposé par Centrale Lille.

#### Spécialité procédés durables et ressources alternatives
L'institut de chimie de Lille fondé en 1892 est devenu l'École nationale supérieure de chimie de Lille en 1953, intégrée comme école interne de Centrale Lille Institut en 2020 : une formation d'ingénieur spécialiste est assurée en trois ans.

### Mastères spécialisés

#### Recrutement
- Mastères (MS) spécialisés (crédits 75 ECTS - 1 an)

La formation de mastère spécialisé s'adresse à des ingénieurs diplômés et à des professionnels titulaires d'un master ou équivalent, souhaitant se spécialiser pendant une année dans l'un des domaines proposés.

#### Spécialités professionnelles
L'École Centrale de Lille propose les formations de Mastère spécialisé suivantes sur une durée d'un an :
- mastère spécialisé productique et informatique avancée, supervision et système d'acquisition et de contrôle de données (SCADA) ;
- mastère spécialisé technologies des systèmes hybrides de production d'électricité et de chaleur et des systèmes de traction hybride thermique électrique ;
- mastère spécialisé systèmes de transports ferroviaires et guidés ;
- mastère spécialisé en création d'entreprise et entrepreneuriat.

### Formation professionnelle continue
- Filières de spécialisation métier en formation continue

Cinq des filières professionnalisantes de l’École Centrale de Lille sont accessibles au titre de la formation continue à des auditeurs ingénieurs diplômés ou professionnels titulaires d’un diplôme de niveau Bac+4 ou Bac+5. À raison d'une journée par semaine de septembre à avril, elles correspondent à au moins 160 h de formation dans l'une des spécialités suivantes : gestion — audit — conseil ; entrepreneuriat ; aménagement, construction, environnement ; conception de produits et systèmes innovants ; gestion de la chaîne logistique.
- Certificats de compétence en formation continue

Les certificats de l'École Centrale de Lille sont accessibles en formation professionnelle continue, dans un but de perfectionnement ou d'actualisation de compétences techniques. Outre une pratique en entreprise, un certificat est associé au minimum à 400 h de cours pendant un semestre dans l'un des génies suivants : Mécanique avancée ; Génie civil ; Matière, Énergie et Vivant ; Administration des entreprises, services et systèmes socio-économiques ; Transport et logistique. Les certificats de l’École Centrale de Lille sont ouverts aux ingénieurs diplômés ou professionnels titulaires d’un diplôme de niveau Bac+4 ou Bac+5.
- Formation à distance

L'École assure aussi une formation en ligne ouverte à tous, via notamment un MOOC Gestion de Projet, le premier cours en ligne certifiant en France.

### Innovation pédagogique et numérique
À Centrale Lille, l'innovation pédagogique se traduit par une approche par projets, avec des jeux d'entreprise, de développement de l'esprit d'initiative et de créativité, des outils d'apprentissage numériques, l'accès permanent à un atelier de prototypage rapide et à un environnement de recherches exploratoires.
Est utilisé un environnement numérique de travail sous la forme d'une plateforme d'apprentissage, d'interactions avec les enseignants-chercheurs et de gestion des activités des élèves-ingénieurs, masters et doctorants. S'y ajoutent des cours et des évaluations en ligne, accessibles à distance, permettant une individualisation de la gestion du temps d'étude et du tutorat, ainsi que la révision des cours et des apprentissages présentiels et leur approfondissement thématique.
Un accent particulier est mis sur l'innovation, l'initiative et l'entrepreneuriat. La pédagogie par projet insérée dans tous les cursus conduit une équipe d'élèves-ingénieurs à collaborer, négocier, définir et réaliser un projet innovant pour un partenaire (entreprise, ONG, association, service public, laboratoire de recherche…). Le défi annuel Imagine&Make stimule la créativité. De plus, lors de sa dernière année d'étude, l'élève-ingénieur qui n'est pas impliqué dans un master recherche réalise un projet de fin d'étude qui lui tient à cœur : l'IMPACT (Initiative, Mission, Projet, Action) lui permet d'aborder un sujet proposé par une entreprise, et de le traiter de manière autonome ou collaborative. Les travaux pratiques et expérimentations s'effectuent directement au sein des bâtiments des laboratoires de recherche de l'École, donnant accès direct à des équipements d'excellence.
Une initiation aux enjeux économiques, multi-culturels et de direction d'entreprise est inculquée selon la technique du jeu d'entreprise. En outre, trois opportunités de stages (découverte de l'entreprise, mission technique, responsabilité ingénieur) sont l'occasion d'obtenir une première expérience professionnelle dans plusieurs entreprises, en France ou à l'étranger. Alternativement, une année professionnalisante en entreprise, généralement à l'international, est aussi possible comme année de césure notamment entre la deuxième et la troisième année d'études. La dernière année d'étude peut être effectuée en alternance en entreprise avec un contrat d'approfondissement.
Le cursus de formation permet une acculturation aux enjeux de recherche fondamentale et de sciences appliquées au meilleur niveau mondial. L'élève-ingénieur de Centrale Lille peut aussi partir un semestre dans un laboratoire de recherche à l'étranger à la fin de la deuxième année ou en relation avec sa thèse de master en troisième année, ou effectuer un double diplôme dans une des universités partenaires de l'école (2 ans d'études à Lille puis 2 ans dans l'université partenaire dans le schéma TIME).

### Coopérations académiques et doubles-diplômes
L’école Centrale de Lille a tissé un réseau de coopérations académiques et de recherches, régionales et transnationales.
L'École Centrale de Lille coordonne ses activités de recherche avec l'Université de Lille et a des synergies administratives et de recherche avec l'École nationale supérieure de chimie de Lille et l'École nationale supérieure des arts et industries textiles. Elle a des alliances avec EDHEC Business School et SKEMA Business School. Elle a été membre fondateur de la Communauté d'universités et établissements Lille-Nord-de-France.
L'École Centrale de Lille coopère sur les plans académique et recherche au sein du Groupe Centrale avec l'École centrale de Lyon, l'École centrale de Marseille, l'École centrale de Nantes, l'École centrale de Paris, l'École centrale de Pékin. Initiée en 1985 avec l'École centrale de Paris, la mobilité des élèves-ingénieurs entre Écoles centrales permet en particulier d'accéder à leurs spécialités durant l'année d'approfondissement (2+1 an).
L'École Centrale de Lille a passé des accords de doubles diplômes avec des écoles et instituts technologiques partenaires dans le monde et en France dès le XIXe siècle, facilitant l'individualisation des parcours de formation des élèves-ingénieurs. Cela concerne notamment :
- un double diplôme ingénieur-architecte avec la Faculté polytechnique de Mons et l'École polytechnique de Milan (2+2 ans) ;
- deux doubles diplômes ingénieur et Masters « Financial Economics » et « Business Management » de EDHEC Business School (2+2 ans) ;
- des accords de doubles-diplômes d'ingénieurs avec plus de soixante institutions partenaires des réseaux de mobilité internationale TIME (Top Industrial Managers for Europe) et IMCC-USA (2+2 ans)
- des accords de mobilité ERASMUS+ et BRAFITEC.

### Débouchés
Une fois diplômés, 85 % des ingénieurs de l’École Centrale de Lille trouvent leur premier emploi en CDI en moins de deux mois.
De par le caractère généraliste de sa formation, les domaines d’activités dans lesquels les diplômés sont embauchés sont très variés (26 domaines référencés). Les principaux domaines sont les suivants : métiers du conseil, de l’énergie, du bâtiment et de l’industrie automobile, aéronautique, navale et ferroviaire.
Le salaire moyen des diplômés de l'année 2021 est de plus de 43 000 € et 22,6% des diplômés ont été embauchés à l’étranger.

## Mobilité internationale
Une formation internationale francophone et anglophone, germanique, hispanique, lusophone, italienne, russophone, arabophone, chinoise et japonaise est mise en œuvre par Centrale Lille avec ses partenaires internationaux.
L'École est ouverte sur l'international depuis le XIXe siècle avec des élèves-ingénieurs provenant de tous les continents. L'École Centrale de Lille accueille 30 % d'élèves en mobilité internationale chaque année, notamment dans le cadre du programme TIME (Top International Managers in Engineering), ou pour suivre un master recherche et un doctorat dans un laboratoire de l'École. Plus de 15 pays sont représentés sur le campus Centrale Lille. Actuellement ces élèves viennent des meilleures universités chinoises (Tsinghua, Jiaotong notamment) et brésiliennes (Universidade de São Paulo), mais aussi d'un grand nombre d'autres pays (Allemagne, Belgique, Espagne, Italie, Russie, Corée du Sud, Japon...). D'autres étudiants participent au programme IMCC-USA. En outre, des étudiants notamment issus de pays de la Francophonie intègrent l'École Centrale de Lille via le Concours Centrale-Supélec ou pour une mobilité de doctorat en cotutelle internationale.
En parallèle de l'accueil d'étudiants internationaux, « un nombre équivalent de jeunes centraliens de Lille part effectuer une partie de leurs études à l'étranger. ». Plus du quart des élèves-ingénieurs effectue leur troisième année d'étude à l'international (2+1 ans), par exemple dans une des universités suivantes : Technische Universität München (Allemagne), Brunel University Uxbridge London (Grande-Bretagne), Cranfield University (Grande-Bretagne), Manchester University (Grande-Bretagne), Universidad Politécnica de Madrid (Espagne), Universidad de Zaragoza (Espagne), École polytechnique de Turin (Italie), Institut royal de technologie de Stockholm (Suède), University of Texas at Austin (États-Unis). En outre, des élèves-ingénieurs peuvent acquérir une expérience professionnelle internationale au travers d'une année de césure entre la deuxième et la troisième année d'étude. Par ailleurs, des élèves-ingénieurs participent à partir de la troisième année au programme TIME, permettant d'effectuer deux années d'échanges dans une université partenaire après deux ans passés à Centrale Lille (2+2 ans) et obtenir un double-diplôme de master.
Ce qui fait que par le biais de promotions incluant 30 % d'élèves étrangers, de stages professionnels ou d'année de césure à l'international en entreprise, de dernière année d'étude dans une université étrangère et de filières double diplôme internationales impliquant 25 % des élèves français, tout élève-ingénieur doit avoir une expérience significative à l'international pour être diplômé : tous les Centraliens de Lille ont l'opportunité d'une acculturation et d'une maîtrise des réalités mondiales.
L'École Centrale de Lille est aussi participante à des mobilités internationales dans le cadre des programmes Erasmus+ et Erasmus Mundus External Cooperation Window pour des élèves-ingénieurs, étudiants en masters, doctorats et post-doctorats et des enseignants-chercheurs.

## Pôles de recherche & innovation
L'École Centrale de Lille est active dans l'École doctorale des sciences pour l'Ingénieur du Collège doctoral européen de Lille. Elle est habilitée à délivrer le Doctorat dans 6 spécialités. Elle contribue à l'activité de 6 laboratoires CNRS qu'elle héberge et développe de multiples pôles de recherches émergentes, qui ont obtenu le label d'excellence Carnot.

### LMFL

Écoulements tournants et turbulents, effets non linéaires - Modèlisation par approximation de Boussinesq (d'après Joseph Boussinesq professeur à l'École centrale de Lille)

Le LMFL est le Laboratoire de mécanique des fluides de Lille - Kampé de Fériet, FRE CNRS 2017, dôté notamment de souffleries de couche limite et associé à l'ONERA Lille.
Ses thèmes de recherche sont en hydraulique et aérodynamique :
- mécanique des fluides, écoulements tournants et turbulents, écoulements pariétaux et couche limite, approximation de Boussinesq, écoulement de Couette,
- hydrodynamique et aérodynamique, régime transitoire des machines hydrauliques, cavitations, ventilation et contrôle aéraulique, applications automobiles, pompes hydrauliques, rotors et éoliennes,
- maquettisme d'écoulements aéronautiques, métrologie optique, micro-systèmes pour l'instrumentation micro-fluidique des structures et écoulements aéronautiques, contrôle actif de décollement et décrochage
- dynamique du vol en environnement instationnaire et inhomogène

### LaMcube

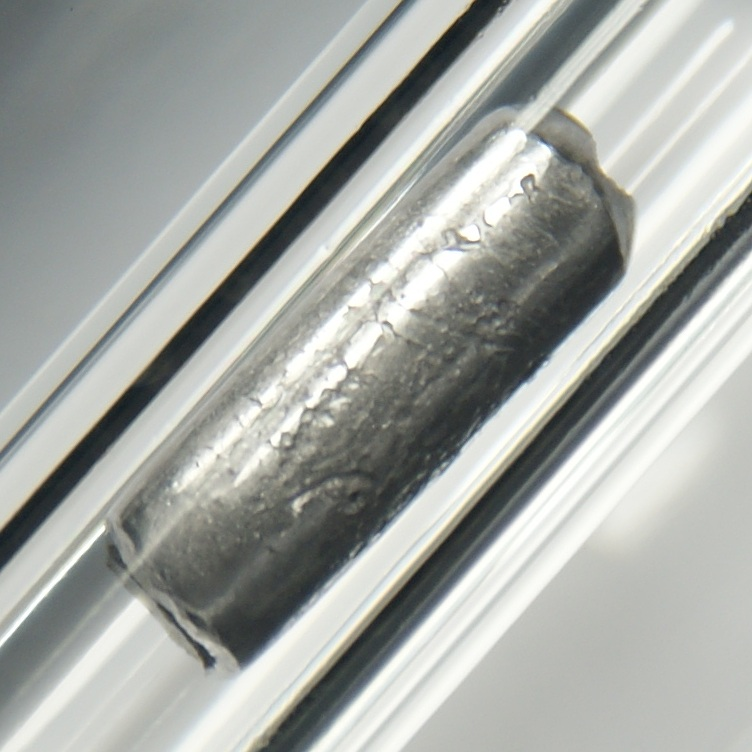
Matériaux innovants : Thallium métallique tel que découvert isolé et identifié par Claude Auguste Lamy, professeur à l'École Centrale de Lille

Le LaMcube est le Laboratoire de mécanique de Lille, mécanique multiphysique et multiéchelle, FRE CNRS 3723, membre de l'Institut Carnot ARTS. Il est dôté d'une plateforme de sciences des matériaux et de microscopie électronique, de bancs d'essais mécaniques, d'une plateforme-presse de simulation de mécanique des sols, de machines de traction et tribomètres de freinage.
Ses thèmes de recherche sont :
- science des matériaux hétérogènes, assemblage, fonderie, emboutissage, couplages thermo-hydromécaniques et chimiques,
- mécanique des solides et des sols, milieux poreux, géo-matériaux, lixiviation de sédiments, contrôle et durabilité des ouvrages en béton,
- calculs de structures, mécanique de la rupture et matériaux, fiabilité mécanique, micro-mécanismes de déformation, d'endommagement et de fatigue, tribologie des systèmes de freinage contact-surfaces, réduction des bruits de freinage et de roulement[48],
- biomécanique des tissus mous, propriétés mécaniques des tissus biologiques.

La recherche appliquée concerne les matériaux métallurgiques, sidérurgiques et composites, le génie civil, les domaines de mécanique automobile, ferroviaire, aéronautique, et la biomécanique.
Centrale Lille héberge le pôle frein du Nord de la France, voué à la recherche en matériaux et techniques de freinage pour les systèmes de transport.
En outre, le pôle fonderie de Centrale Lille est une équipe de soutien à l'industrie et opère une plateforme technologique en sciences des matériaux et procédés métallurgiques. Ses thèmes de recherche appliquée sont : fusion induction, élaboration et caractérisation de métaux sous vide, coulée sous vide d'aciers inoxydables, nouveaux alliages pour utilisation extrême (haute température – froid – corrosion), matériaux à matrice composite, réactivité des solides avec les métaux liquides, galvanisation, séparation et désassemblage métallurgique, recyclage et valorisation des métaux.
Par ailleurs, Centrale Lille anime le pôle interdisciplinaire d'applications micro-médicales, technologies pour la santé et le médicament, FED CNRS 4260, valorisant la biomécanique des tissus mous, les simulateurs biomécaniques d'organes et d'implants chirurgicaux.

### UCCS

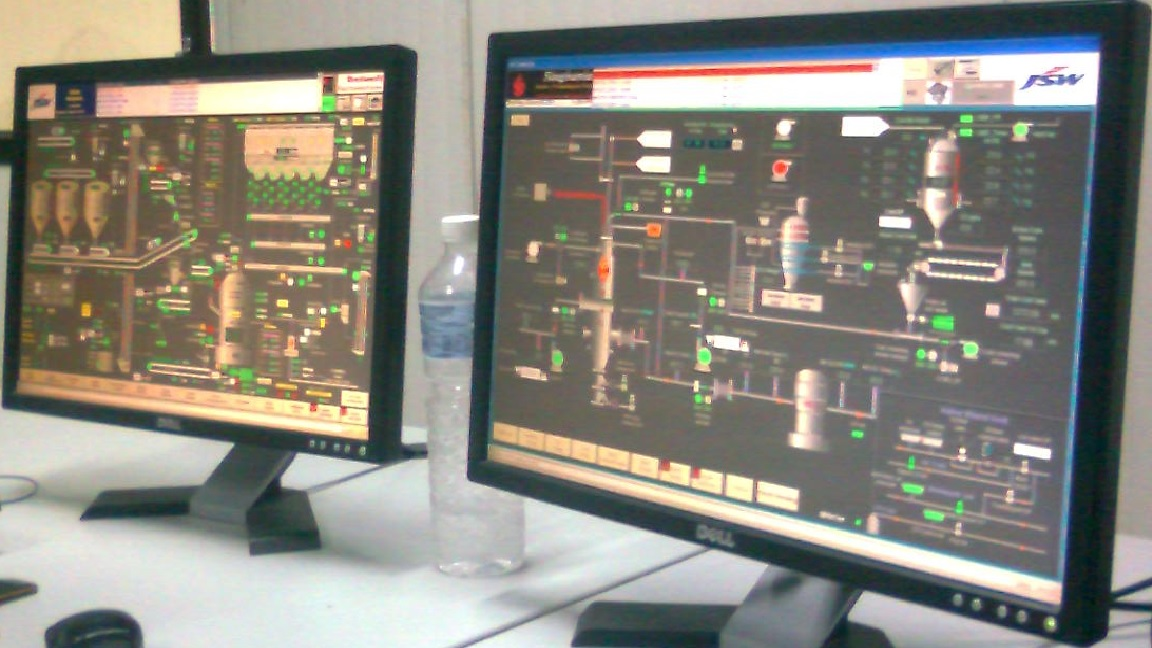
Génie environnemental : procédé de catalyse et bio-raffinerie

UCCS est l'Unité de catalyse et de chimie du solide, UMR CNRS 8181, membre de l'Institut des molécules et de la matière condensée de Lille (Fédération IMMCL Chevreul), dotée d'installations quasi-industrielles de génie des procédés et d'une plateforme intégrée appliquée au criblage haut débit de catalyseurs pour les bioraffineries,.
Ses thèmes de recherche sont :
- génie des procédés, biocatalyse et catalyse chimique homogène et hétérogène, catalyse hybride[53], chimie du solide, synthèse organo-métallique et catalyse, traitement par voie catalytique de la pollution,
- échangeurs de chaleur, production et stockage d'hydrogène, capture-séquestration du CO2,
- procédé Fischer-Tropsch de synthèse d'hydrocarbures, réactions de valorisation des alcanes légers et des composés issus de la biomasse, bio-raffinerie,
- électronique organique et plastiques végétaux, écomatériaux et matériaux biosourcés issus de ressources renouvelables, recyclage et économie circulaire.

### CRIStAL
CRIStAL est le Centre de recherche en informatique, signal et automatique de Lille, UMR CNRS 9189, membre de l'Institut de recherche sur les composants logiciels et matériels pour l'information et la communication avancée de Lille (IRCICA digital institute, USR CNRS 3380). Il bénéficie de la plateforme technologique de l'INRIA Lille, de la plateforme Centrale Lille d'atelier flexible de production manufacturière robotisée et d'un centre d'essais ferroviaires.
Ses thèmes de recherche sont :
- ingénierie des systèmes informatiques et réseaux, réseaux de capteurs sans fil, e-commerce et mobilité, informatique ubiquitaire,
- mathématique et ingénierie de la décision, commande de systèmes multi-robots multi-agents, traitement du signal et automatique des systèmes non linéaires et à retards, commande et estimations non asymptotiques, automatique continue et systèmes à événements discrets, modélisation Bond Graph et réseau de Petri, sûreté de fonctionnement des systèmes dynamiques,
- vision artificielle et processeurs d'images,
- plateforme train de véhicules légers, robotique mobile et véhicules autonomes[56].

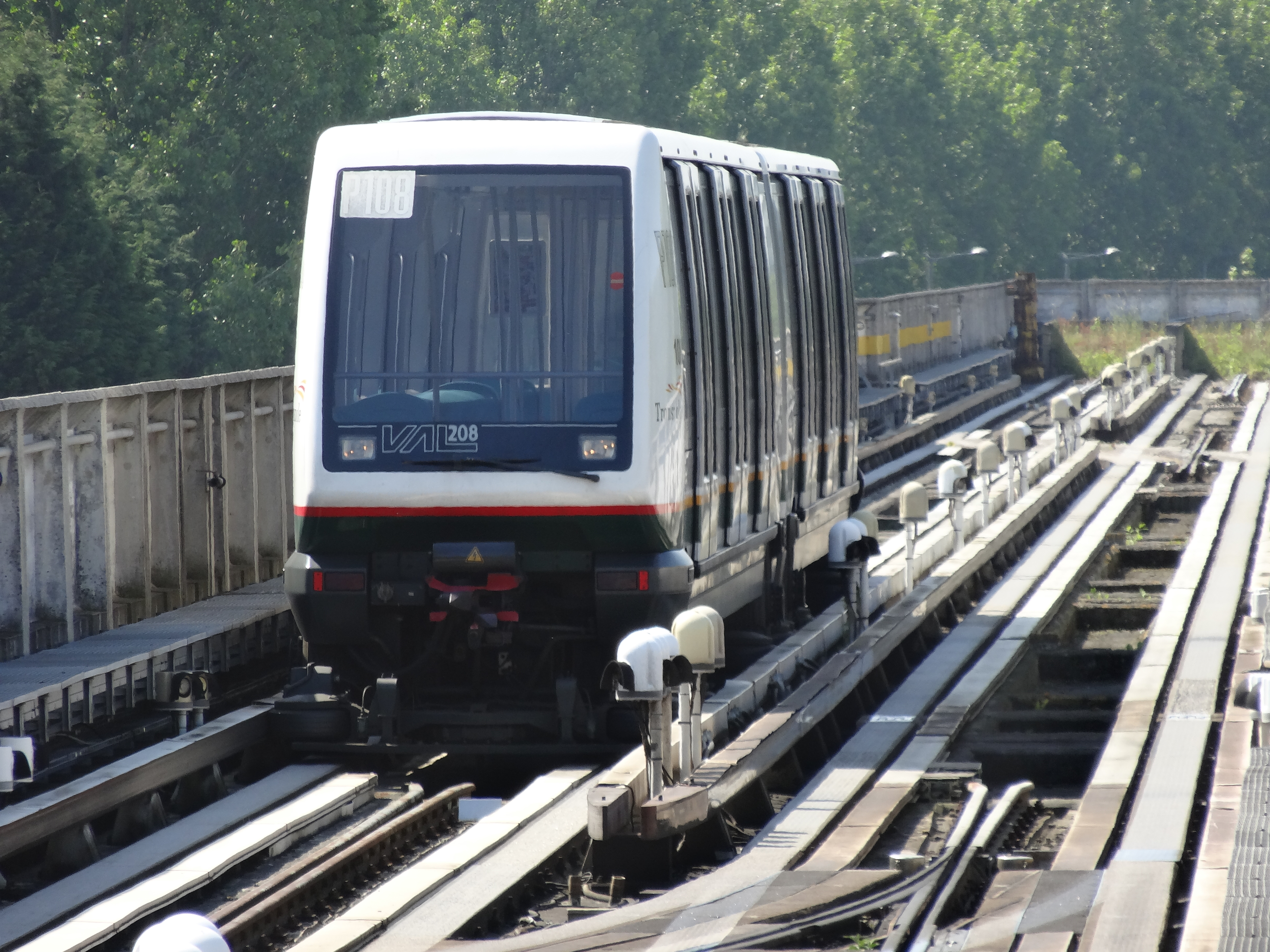
Transport terrestre durable à pilotage automatique : Véhicule automatique léger (VAL) autonome, dont la piste d'essai est à proximité de l'École Centrale de Lille.

Le pôle transport et logistique de Centrale Lille (fédération de recherche "Transports terrestres et mobilité" - FR CNRS 3733) est une équipe de recherche en transport-logistique. Elle bénéficie d'une plateforme technologique ferroviaire et métro automatisé et centre d'essais ferroviaire. Ses thèmes de recherche sont sur les transports terrestres et sont associés à l'Institut national de recherche sur les transports et leur sécurité (IFSTTAR) et à l'Institut de recherche technologique Railenium au sein du pôle de compétitivité i-Trans, :
- ingénierie pour la conception intégrée des véhicules et d’infrastructures intelligentes[57], systèmes de transports innovants, ferroviaires et guidés,
- sécurité et intermodalité des transports de passagers et de fret[63],
- exploitation et régulation des systèmes de transports urbains,
- plateforme technologique UniRAIL de contrôle et signalisation ferroviaire.

Le pôle transport et logistique de Centrale Lille effectue aussi des recherches en logistique :
- soutien logistique intégré des grands systèmes, gestion de la chaîne logistique, recherche opérationnelle et optimisation des systèmes logistiques,
- logistique pour l'industrie du commerce (grande distribution et e-commerce), au sein du pôle de compétitivité PICOM,
- ingénierie hospitalière et logistique pour la santé, avec la faculté d'ingénierie et management de la santé[64].

Le pôle productique et robotique de Centrale Lille est une équipe de recherche en informatique industrielle avec une plateforme technologique de robotique manufacturière automatisée. Ses thèmes de recherches sont :
- ingénierie 3D, simulation des systèmes robotiques et véhicules autonomes
- atelier flexible de production manufacturière automatisée, ordonnancement des processus de l'usine numérique, commande numérique,
- téléopération et commande haptique, environnement chirurgical numérique[65], gestes assistés et dispositifs médicaux, en recherche interdisciplinaire avec l'INRIA et le centre hospitalier régional universitaire de Lille.

### L2EP

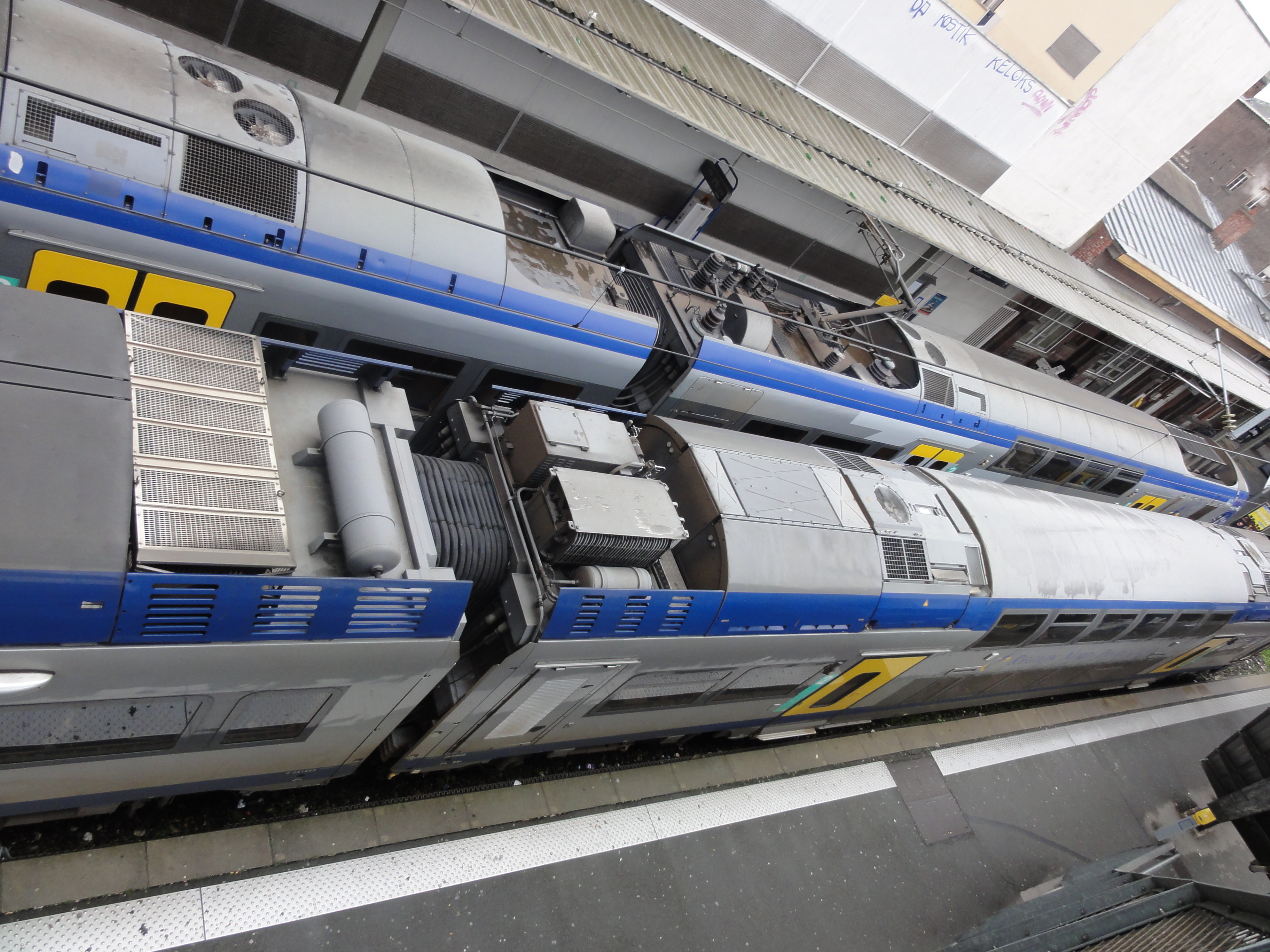
Traction électrique : modélisation et commande en électronique de puissance

L2EP est le laboratoire d'électrotechnique et d'électronique de puissance de Lille, EA CNRS 2697, membre de l'Institut Carnot ARTS, associé aux plateformes technologiques CNRT Futurelec Lille - Réseau et machines électriques du futur. Il anime le pôle de recherche technologique MEDEE (Maîtrise énergétique des entraînements électriques).
Ses thèmes de recherche sont :
- électronique de puissance, convertisseurs et stockage d'énergie, électronique pour pile à combustible et ferme éolienne, modélisation et commande, optimisation en électronique de puissance,
- conception et modélisation d’actionneurs électriques, de moteurs et d’alternateurs,
- modélisation énergétique et gestion d'énergie des véhicules hybrides et électriques, commande de systèmes de traction électrique et gestion de l’énergie électrique embarquée,
- modélisation de réseaux électriques et énergie décarbonée, modélisation électromagnétique, gestion de l'énergie électrique, outils et méthodes numériques.

### IEMN

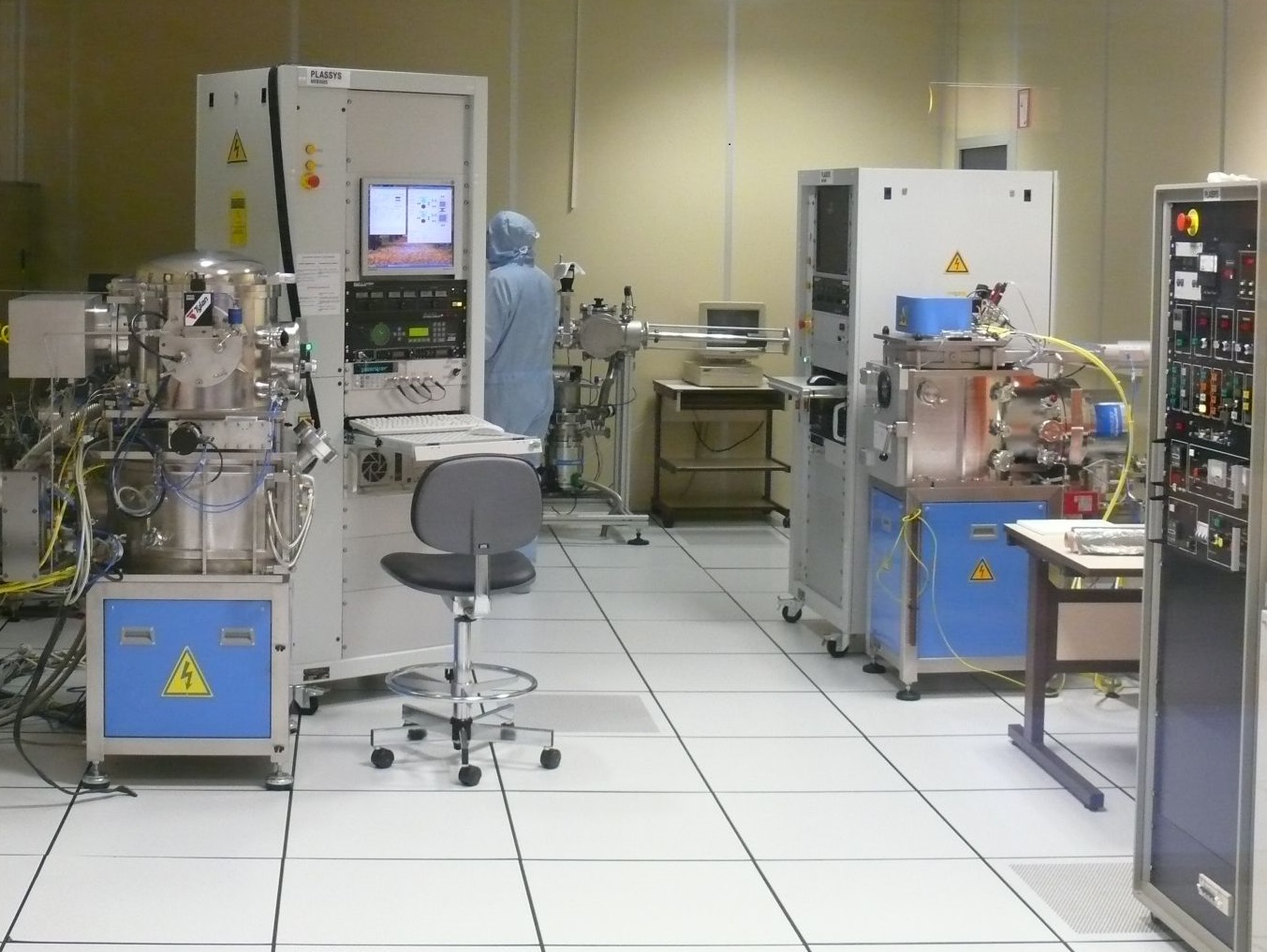
Micro-nanoélectronique : expérimentation dans une des salles blanches de l'IEMN

L'IEMN est l'Institut d'électronique de microélectronique et de nanotechnologie (Institut Carnot IEMN UMR CNRS 8520). Il opère une plateforme technologique en micro-nanoélectronique, donnant aux élèves-ingénieurs et aux chercheurs un accès à 1 600 m2 de salles blanches en classes d'empoussièrement contrôlé ISO 5 à 7 (ISO 14644-1).
Ses thèmes de recherche sont :
- microélectronique, nanoélectronique et optoélectronique, photonique, matériaux et nanostructures, métamatériaux, structures à bande interdite électromagnétique, physique des nanostructures et des composants quantiques,
- microtechnologies et microsystèmes, microfluidique, circuits et systèmes de télécommunications, acoustique[69].

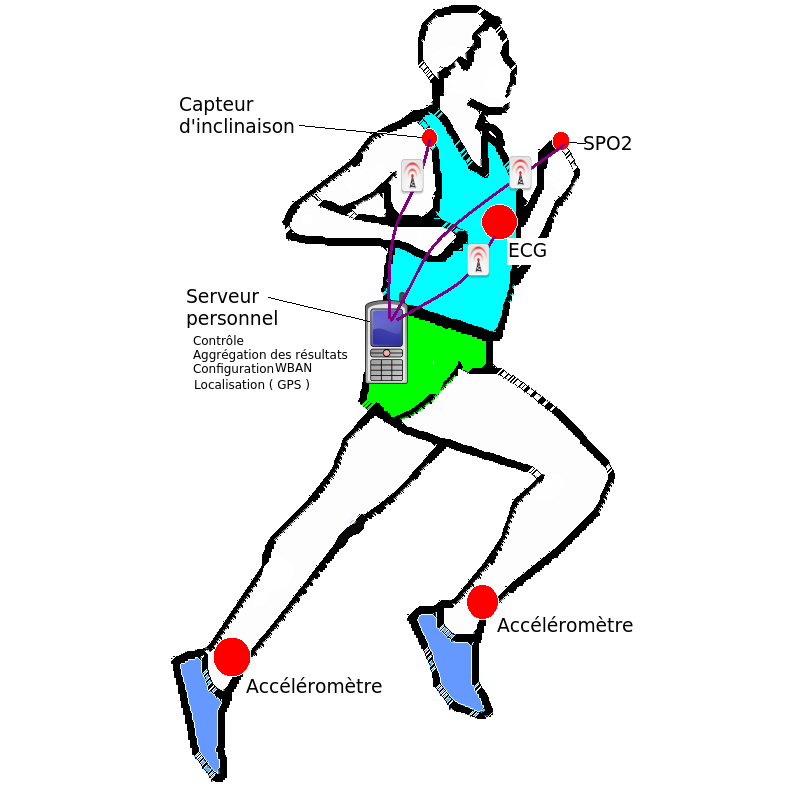
Technologies pour la santé et le médicament: prothèses, biocapteurs, micro-valves, microactionneurs pour la médecine personnalisée

Utilisant les ressources de l'IEMN, le LICS est le Laboratoire international sur les phénomènes critiques et supercritiques en électronique fonctionnelle, acoustique et fluidique (LIA LICS) en coopération franco-russe entre Centrale Lille et l'Institut moscovite d'ingénierie radio, électronique et automatique (MIREA).
Ses thèmes de recherche sont :
- nanosystèmes magnéto-électromécaniques, stockages mémoires ultra basse consommation, nanocapteurs et nanoactionneurs magnétostrictifs et magnétoélectriques,
- systèmes de détection et imagerie ultrasonores, acoustique non linéaire des solides, retournement temporel - conjugaison de phase magnéto-acoustique, étude des propriétés acoustiques de matériaux magnétiques ; développement d’applications en imagerie médicale, contrôle non destructif et prospection géophysique ;
- actionneurs magnéto-statiques pour micro-valves de contrôle d'écoulements aérauliques, micro-systèmes magnéto-mécaniques de contrôle actif de décollement et de couche limite[70].

Utilisant les ressources de l'IEMN, le pôle interdisciplinaire d'applications micro-médicales, technologies pour la santé et le médicament, FED CNRS 4260, est une coopération entre Centrale Lille, le centre hospitalier régional universitaire de Lille et le parc d'activité Eurasanté.
Ses thèmes de recherche sont :
- recherche interdisciplinaire en prothèses, biocapteurs, médicaments et biomatériaux, micro-actionneurs, micro-valves, micro-pompes fluidiques implantables, dispositifs au voisinage du corps humain pour le diagnostic et les traitements microfluidiques de la médecine personnalisée,
- bio-ingénierie, simulateurs biomécaniques d'organes, sondes et implants chirurgicaux,
- traitements d'imagerie médicale et micro-thérapie ultrasonore.

### Valorisation
Le Laboratoire de modélisation et de management des organisations est associé au Centre lillois d'études et de recherches sociologiques et économiques (CLERSÉ) UMR CNRS 8019. Ses thèmes de recherche sont en génie industriel, méthodes pour l’ingénierie des systèmes et des projets, modélisation des organisations et des systèmes complexes, management des organisations, ingénierie de la connaissance, économie et sciences de l'entreprise, sociologie de l'innovation et de l'entrepreneuriat.
La recherche à Centrale Lille est associée au Collège doctoral européen de l'université de Lille,. Elle bénéficie de synergies avec les laboratoires de recherche dans le voisinage de l'École Centrale de Lille dans le Campus - Cité scientifique de l'Université de Lille. L'École Centrale de Lille possède un service de soutien aux activités industrielles et commerciales (SAIC), y compris de recherches industrielles appliquées, d'innovation et d'incubation d'entreprises. Elle est associée à la SATT Lille Nord de France Valo (Société accélératrice du transfert technologique) et bénéficie de la dynamique entrepreneuriale du Nord de la France.

## Classements
Classements nationaux des écoles d'ingénieurs : le classement de l'École Centrale de Lille parmi les 205 écoles d'ingénieurs françaises est donné dans le tableau suivant :
| Nom              | Année | Rang |
| ---------------- | ----- | ---- |
| DAUR Rankings    | 2024  | 11   |
| L’Étudiant       | 2025  | 26   |
| L’Usine Nouvelle | 2025  | 21   |
| Le Figaro        | 2025  | 15   |

Classements internationaux des universités (classée en tant que Centrale Lille Institut)
| Nom                    | Année | Rang (monde) | Rang (France) |
| ---------------------- | ----- | ------------ | ------------- |
| CWUR                   | 2023  | 832          | 36            |
| QS Top Universities    | 2023  | N.C.         | N.C.          |
| Shanghai Ranking       | 2023  | N.C.         | N.C.          |
| Times Higher Education | 2024  | 801-1000     | 27            |

## Vie étudiante

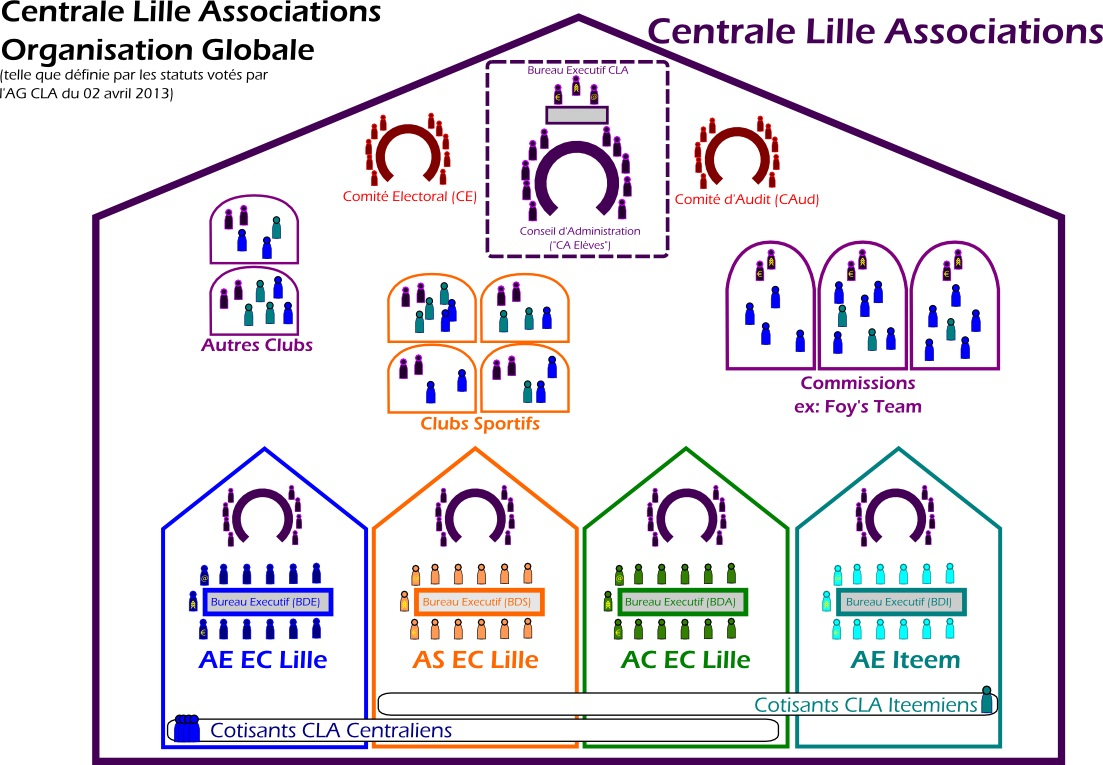
Organisation de Centrale Lille Associations

Une majeure partie de la vie étudiante centralienne, parmi les plus animées de France, est sous la responsabilité de Centrale Lille Associations qui fédère les bureaux élus (Bureau des Élèves (BDE), le Bureau des Arts (BDA), le Bureau des Sports (BDS) et le Bureau de l'Iteem (BDI)).

### Vie culturelle

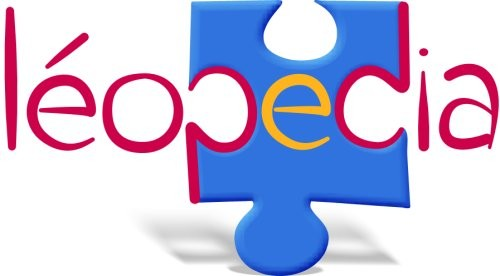
Encyclopédie de la vie associative à l'École Centrale de Lille

Le F'ti est le journal des élèves-ingénieurs, successeur des journaux imprimés et publiés par les élèves-ingénieurs depuis 1894,.

### Les lieux clés de la vie étudiante
- La résidence Vinci[87].

Avec 6 bâtiments et près de 600 logements, la résidence Léonard de Vinci (la Rez) située, elle aussi, sur la Cité scientifique accueille la quasi-totalité des étudiants de l'École. En effet, sa proximité avec l'École et les services qu'elle procure, font que les premières années viennent s'y installer, et qu'ils y restent généralement jusqu'à la fin de leur scolarité. Pourtant, son excentricité par rapport au centre de Lille accessible par métro en 15 minutes, fait que, généralement en dernières années d'étude, certains élèves-ingénieurs, masters et thésards préfèrent expérimenter la vie urbaine, seuls ou en colocation. La résidence possède sa propre chaîne de télévision le CLAP, qui diffuse régulièrement des émissions et reportages inédits. La résidence possède une salle de musculation réservée aux étudiants, ainsi qu'un terrain de football en synthétique.
- Le Foy'

Cœur de la Rez, le Foyer (Foy') est le lieu où se déroulent la plupart des événements de la Rez. Et les jours moins chargés, la Foy's Team se charge de tenir des créneaux d'ouverture de celui-ci pour que les étudiants puissent venir se détendre autour d'une partie de billard, un baby-foot ou des jeux de société. Trois tireuses à bière fixes, ainsi qu'une portative, sont disponibles.
- Le Couloir des Assoces

Situé à l'École, il est bordé d'un côté par la Cafet' et de l'autre par les locaux des associations étudiantes (certaines assoces ont un local à la Rez et non à l'École). C'est le lieu le plus vivant de l'École, où tout le monde se retrouve aux pauses et où sont affichés tous les événements à venir.

## Association des Centraliens de Lille

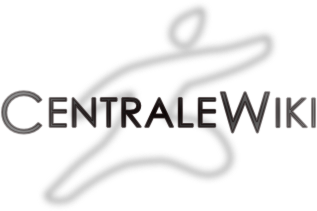
[https://wiki.centraliens-lille.org/ Wiki des élèves et ingénieurs de l'École Centrale de Lille

L'association des Centraliens de Lille rassemble et représente la quinzaine de milliers d'élèves-ingénieurs, ingénieurs diplômés et docteurs de l'École Centrale de Lille, formés aux XIXe siècle, XXe siècle et XXIe siècle.
Elle a été fondée comme association des anciens élèves en 1877. Son premier président est Alfred Goblet (promotion 1864). Dans ses statuts publiés le 13 novembre 1877, « sont admis à faire partie de la Société les anciens élèves de l'Institut ou de l'ancienne École des arts industriels et des mines », c'est-à-dire tous les anciens élèves de l'École depuis 1854 (BNF 32695987). Ses statuts ont été adaptés parallèlement à l'évolution des formations et titres d'ingénieurs et docteurs délivrés par l'École. L'association a 82 membres fondateurs en 1877 ; elle atteint 346 membres cotisants en 1889, 651 membres cotisants en 1899 ; le millier de membres cotisants est dépassé en 1910, trois mille en 1977. L'association est reconnue d'utilité publique par décret du 7 juillet 1913.
Elle est l'une des sept associations d'ingénieurs fondatrices de la Fédération des associations et sociétés françaises d'ingénieurs diplômés (FASFI) en 1929, devenue aujourd'hui l'association Ingénieurs et scientifiques de France (IESF).
Depuis 1878, elle édite une revue périodique : d'abord appelée 'Annales de l'Association amicale des anciens élèves de l'Institut du Nord", jusqu'en 1898, puis 'Bulletin de l'association amicale des anciens élèves de l'Institut du Nord'" entre 1899 et 1900, 'Bulletin de l'Association des ingénieurs de l'Institut industriel du Nord de la France' de janvier 1900 à mars 1940 et de mai 1945 à décembre 1965,, 'Revue de l'association des ingénieurs IDN', à partir de janvier 1966, 'L'Ingénieur I.D.N.' de 1977 à 1991, elle est ensuite renommée 'L'Ingénieur, revue des Centraliens de Lille - IDN'. La revue des Centraliens de Lille est aujourd'hui le magazine bimestriel L'Ingénieur, qui compte plus de 1700 abonnés dans sa version imprimée diffusée par voie postale, ainsi que de nombreux lecteurs dans sa version informatique téléchargeable.

## Personnalités liées à l'école

### Anciens élèves
La quinzaine de milliers d'entrepreneurs et acteurs industriels référencés dans l'annuaire de l'Association des Centraliens de Lille comprend de nombreuses personnalités notables dont les profils et parcours professionnels sont diversifiés.

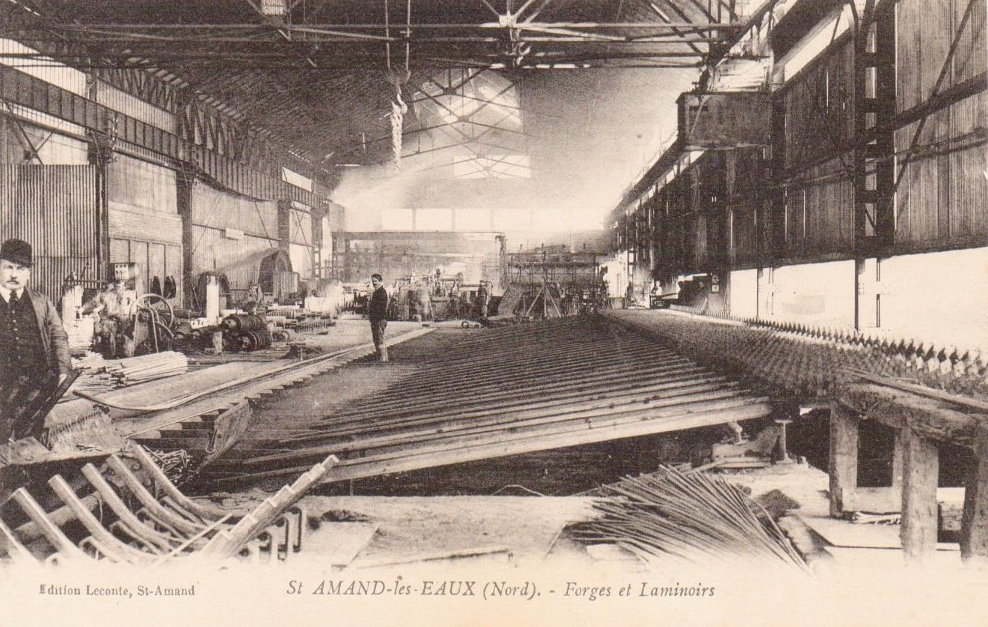
Forges et laminoirs, aciérie de Jules Sirot (1860), député-maire à Saint-Amand-les-Eaux, défenseur de Paris en 1870
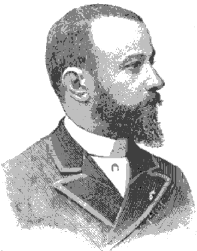
Léon Francq (1866), inventeur de locomotives à vapeur sans foyer et pionnier des tramways électriques
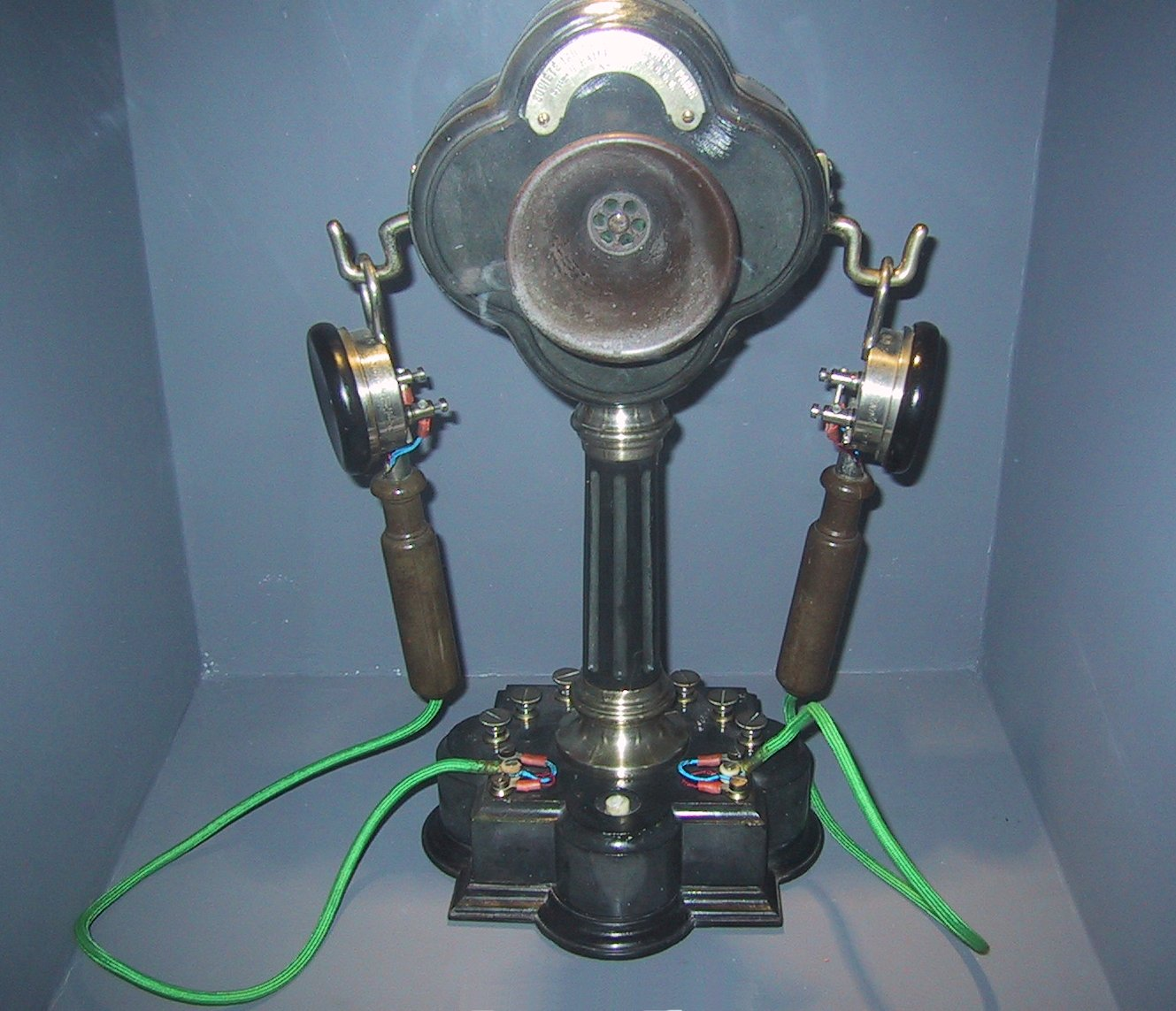
Alfred Meunier (1871), directeur du réseau téléphonique de la Société générale des téléphones (SGT, ancêtre de CIT-Alcatel)
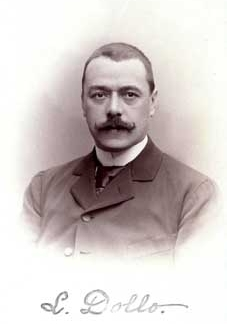
Louis Dollo (1877), paléontologue découvreur d'iguanodons et de l'irréversibilité de l'évolution (Loi de Dollo)
Frédéric Chaplet (1879), industriel électro-métallurgiste, inventeur du four à arc électrique 'Moissan et Chaplet'
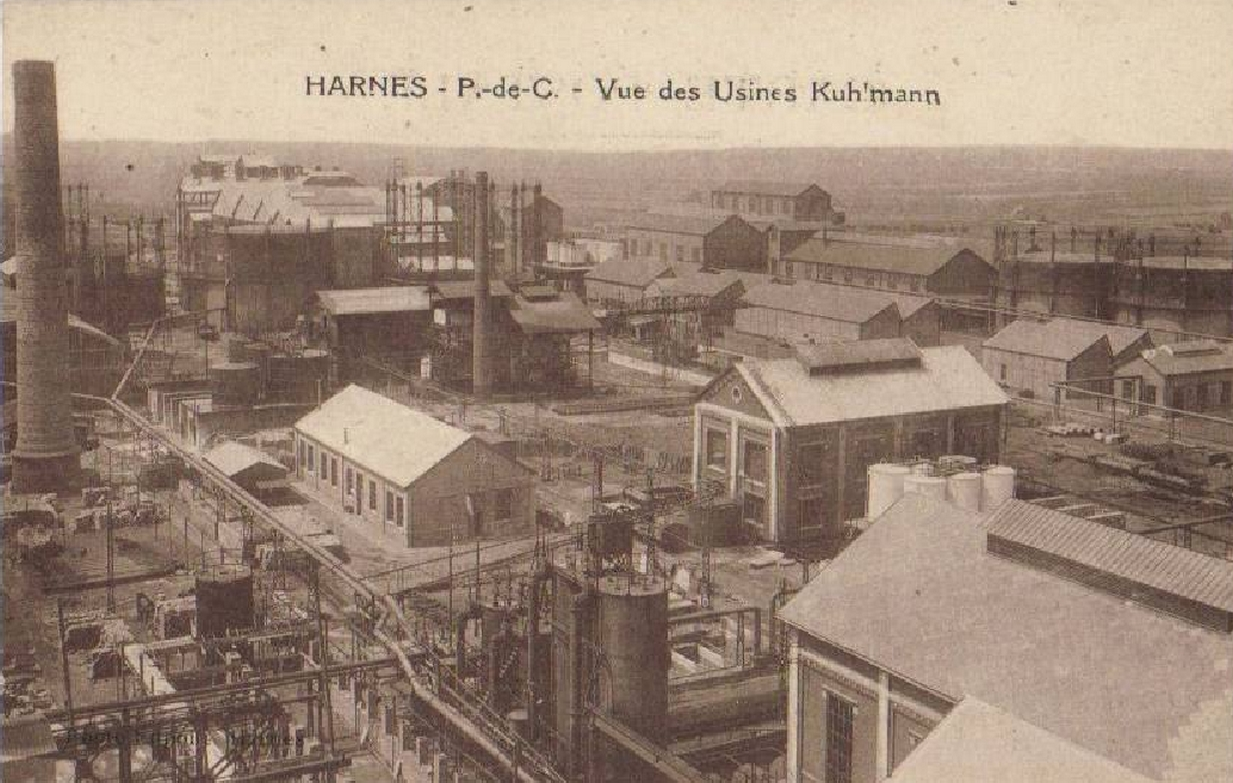
Charles Deldique (1890), fondé de pouvoir des Établissements Kuhlmann, directeur de la Manufacture des produits chimiques du nord
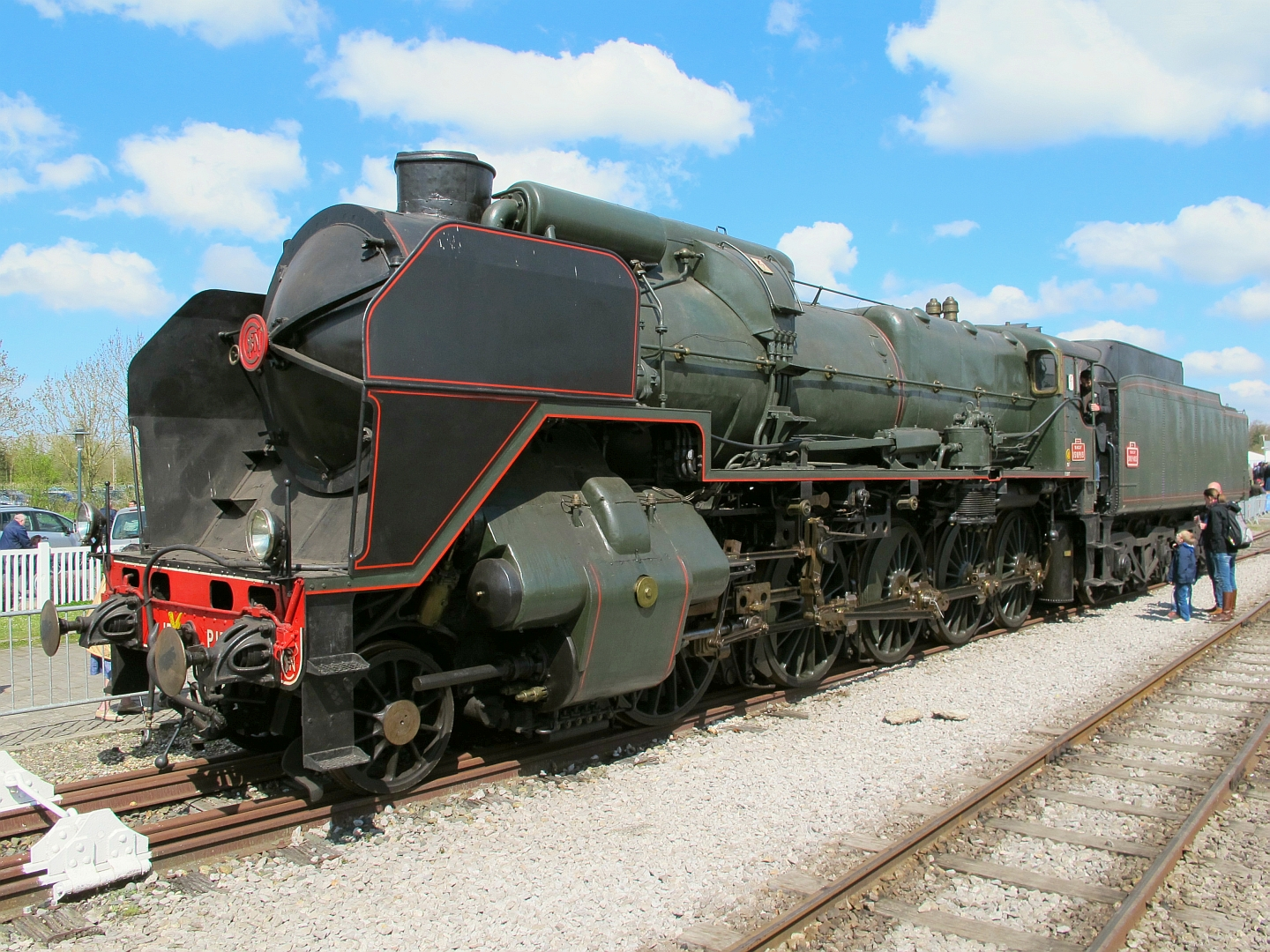
Locomotive issue des Ateliers de construction du Nord de la France à Crespin (Nord), dirigés par Jean Faure (1891)
Jacques Vandier (1895), inventeur et pdg de la Société anonyme française du Ferodo (embrayages Valeo)
Émile Degrémont (1897), fondateur du groupe Degrémont de filtration et de traitement des eaux, de production d'eau potable
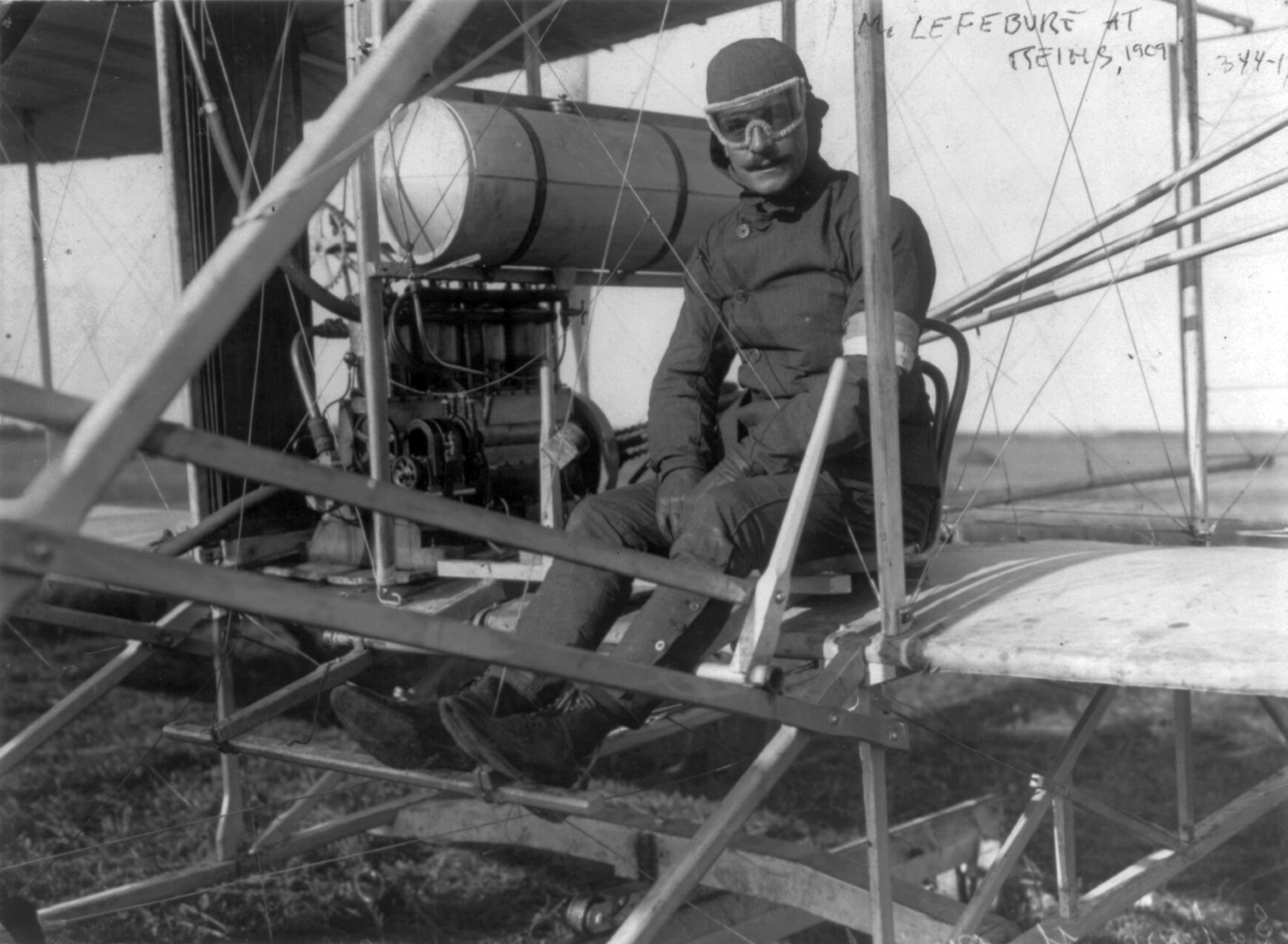
Eugène Lefebvre (1898), pilote d'essai et pionnier de l'aviation, premier pilote au monde à mourir aux commandes d'un avion motorisé
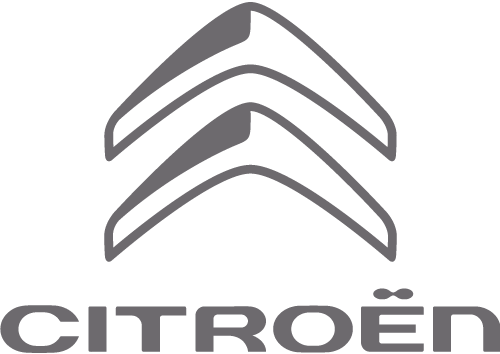
Henri Godfroid (1905), cofondateur et directeur du laboratoire Citroën quai de Javel à Paris
Henri Rabot (1905), cofondateur de Rabot Dutilleul, société d'ingénierie en béton armé
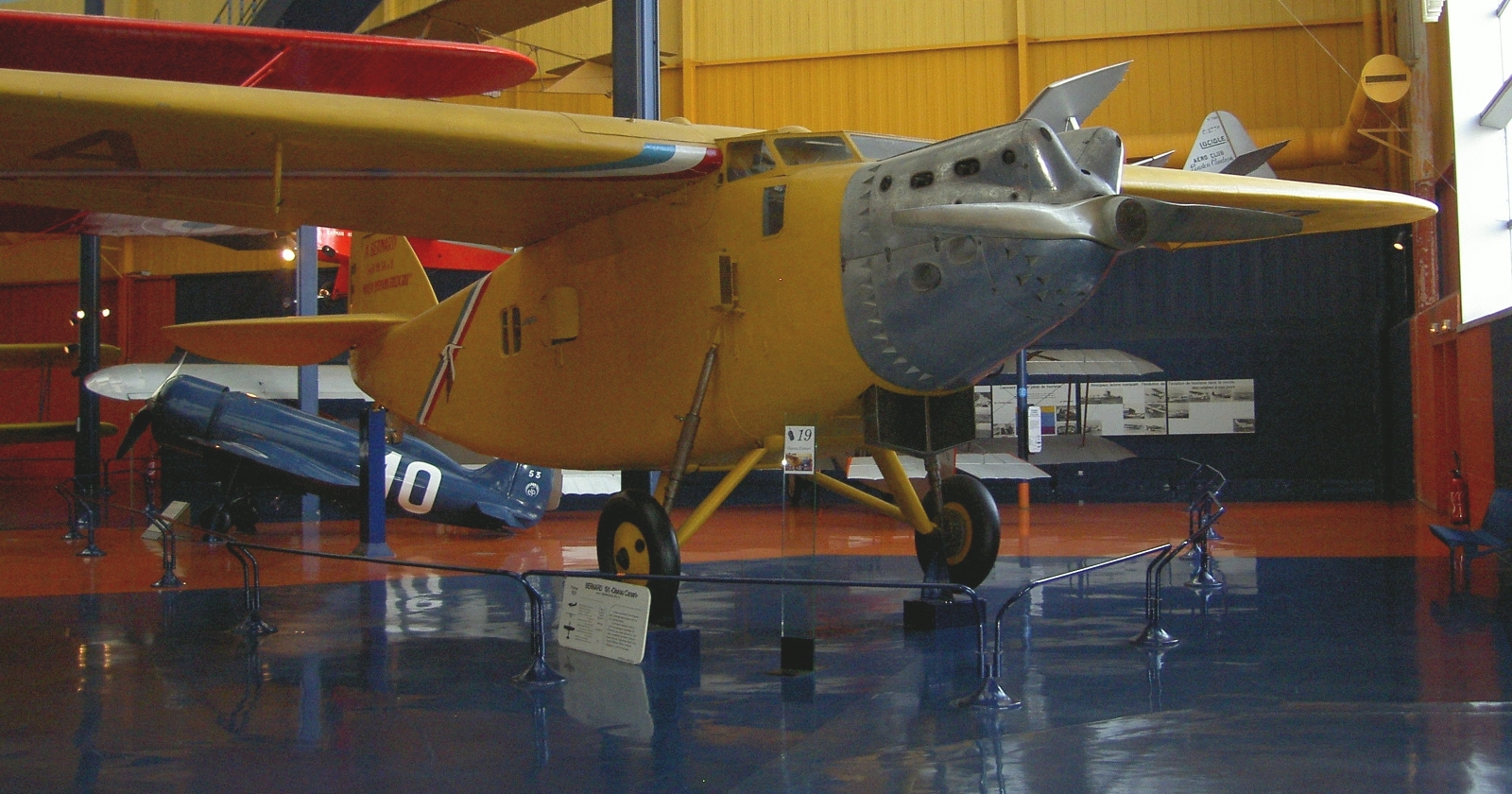
Oiseau Canari, avion de la 1re traversée française de l'Atlantique Nord en 1929, conçu par Jean Hubert (constructeur d'avions)
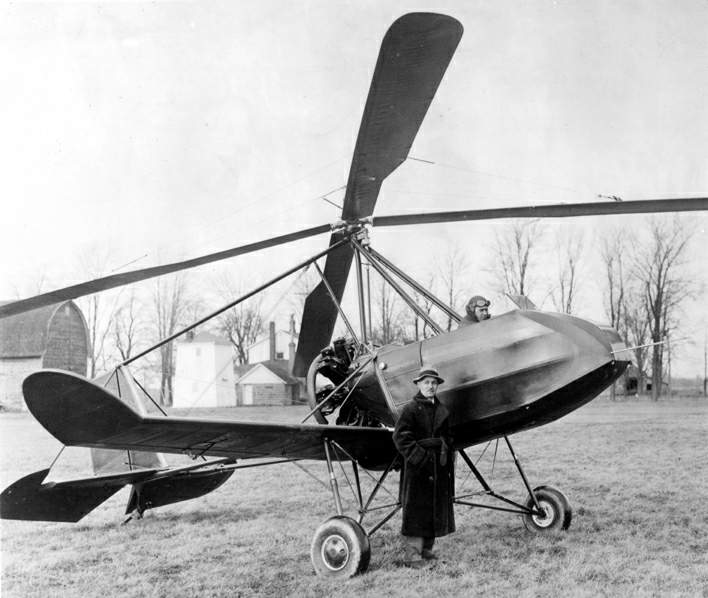
Étienne Dormoy (1906), constructeur aéronautique, devant son Buhl A-1 autogire à moteur propulsif arrière en 1931
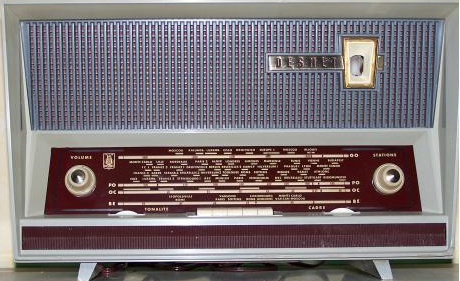
Poste radio T.S.F. Desmet créé par Maurice Desmet (1909) et Marcel Desmet (1911), constructeurs radio et télévisions de 1927 à 1975
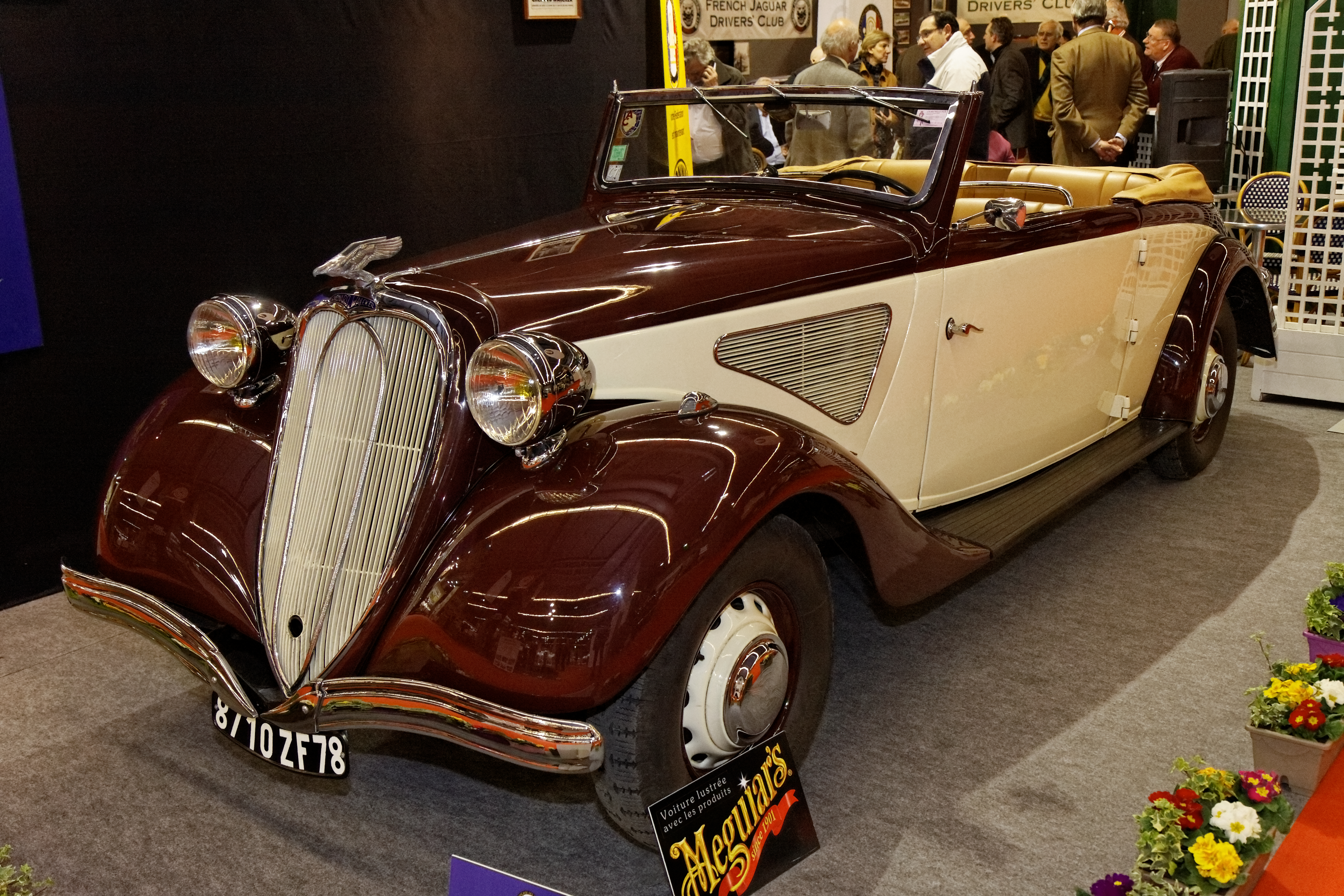
Lucien Chenard (1920) et Jean Donnay (1920), administrateurs du constructeur automobile Chenard et Walcker de 1922 à 1940
Groupe Bel (La vache qui rit), dirigé par l'industriel agroalimentaire Robert Fiévet (1929) de 1936 à 1996
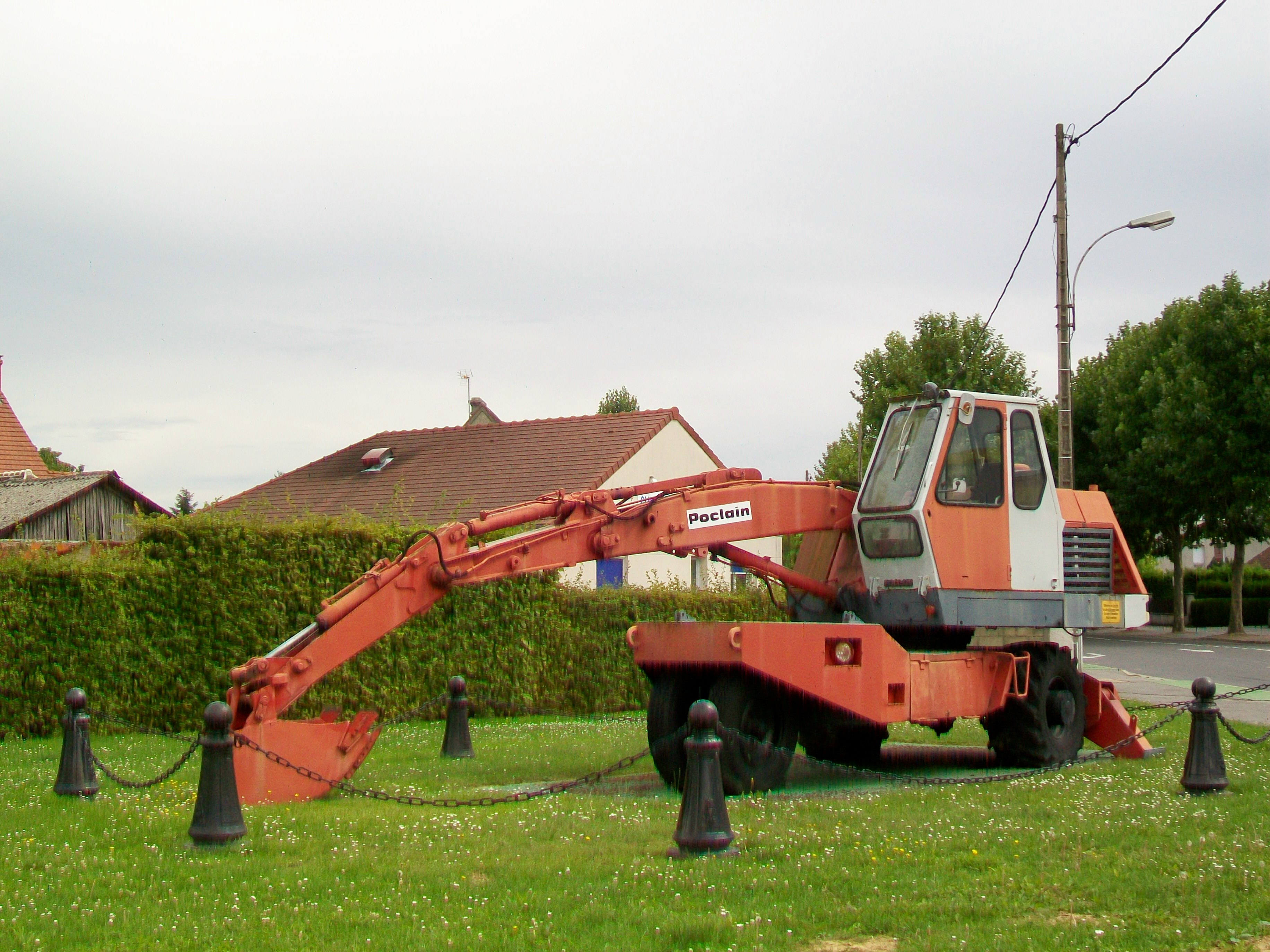
Pelle hydraulique Poclain, invention de Pierre Bataille (1946), Jacques Bataille (1944) et Gérard Coolen (1937) en 1950
Bernard Cambier (1956), directeur des affaires internationales et membre du conseil d'administration de Thomson-CSF (Thales)
Jean-Claude Charpentier (1964)[106], directeur de recherches en génie des procédés, médaille d'argent du CNRS.
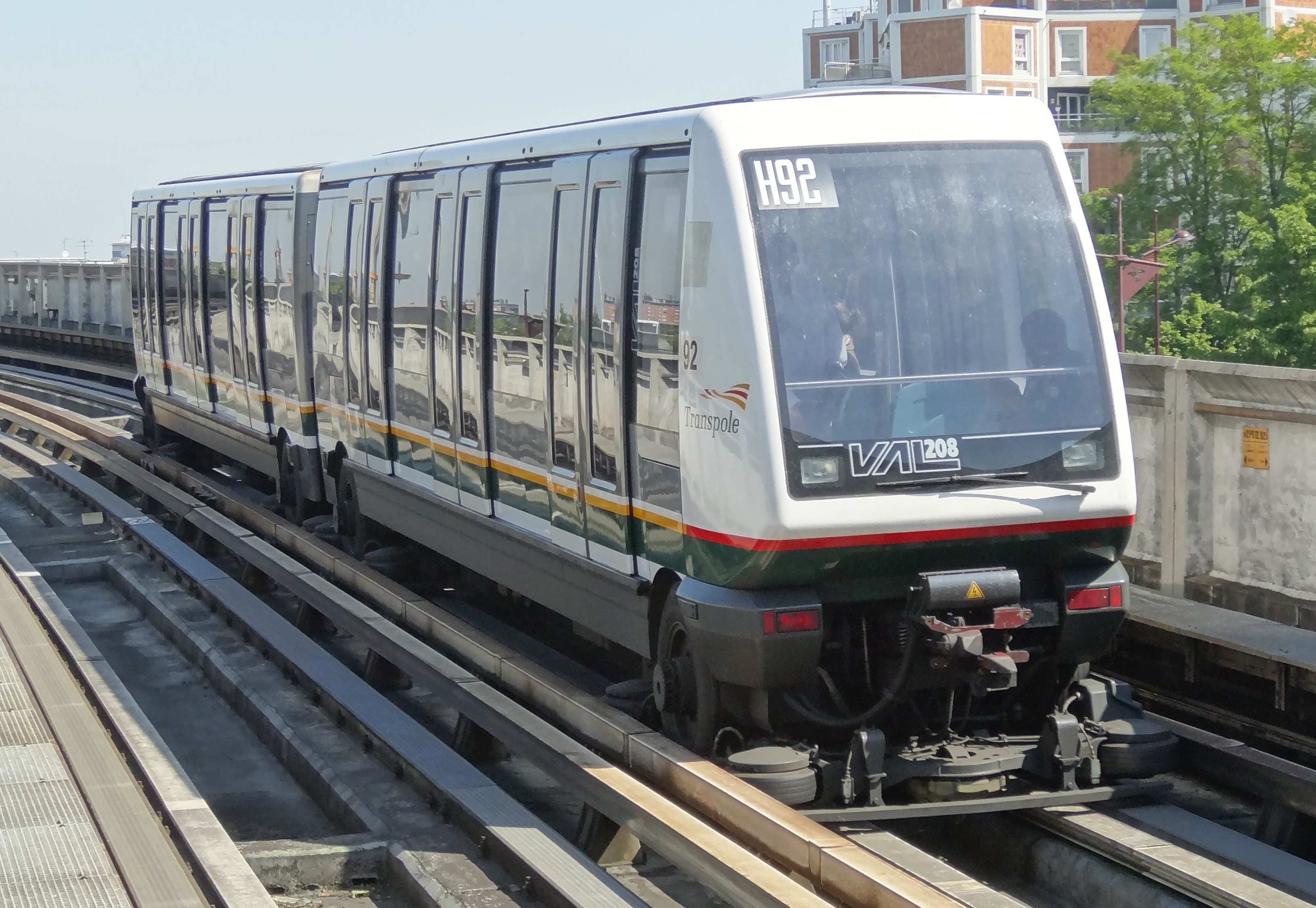
Daniel Bourasseau (1964), pionnier du Véhicule automatique léger (VAL) vice-président Matra Transport (Siemens Mobility)
Pont à haubans Rion-Antirion réalisé par Gilles de Maublanc (1964), Grand prix national de l'ingénierie en 2006
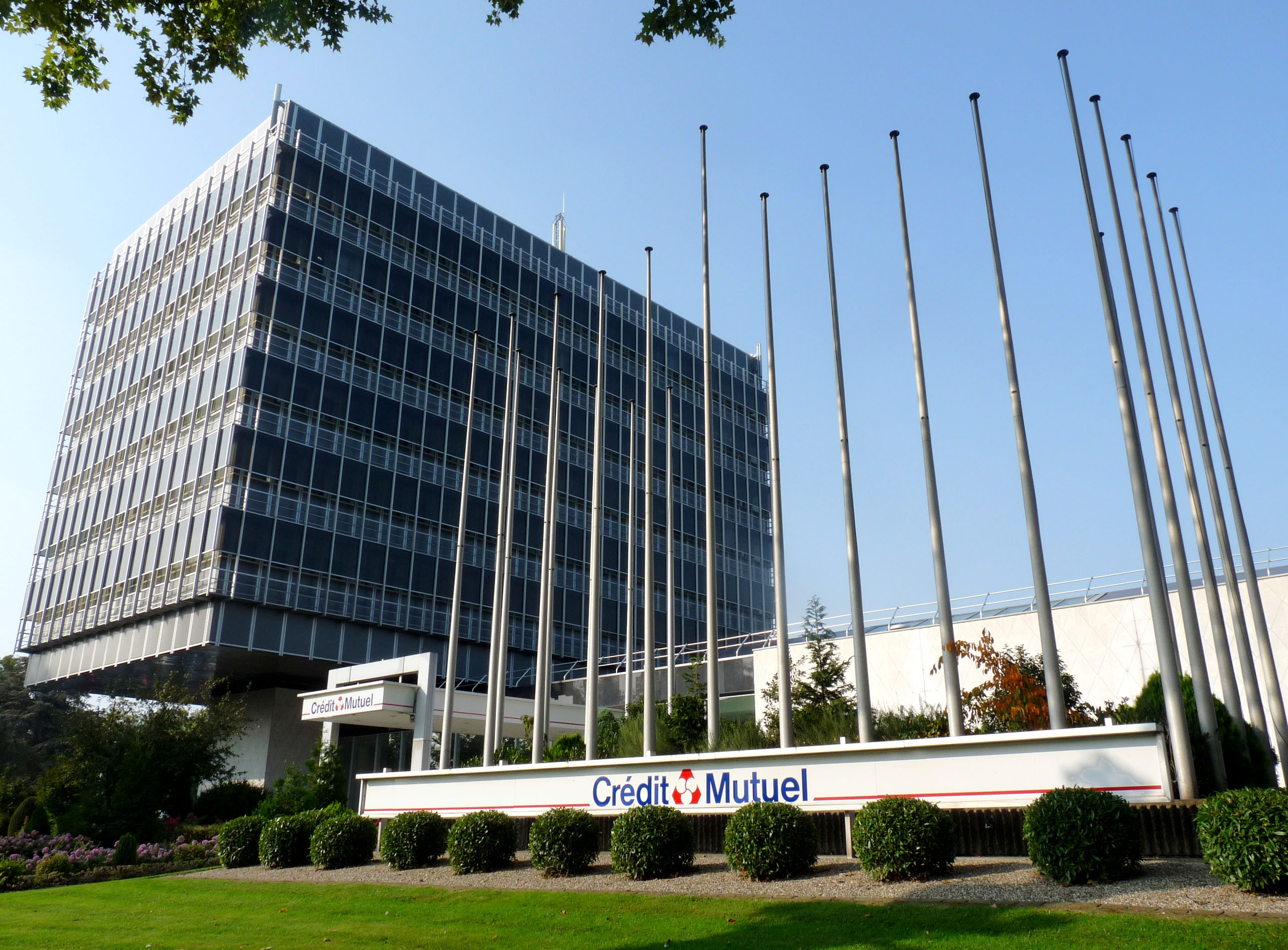
Informatique bancaire développée par Michel Lucas (1965), président du Crédit mutuel, de 1971 à 2016
Alain Fradin (1970), directeur général du Crédit industriel et commercial (CIC).
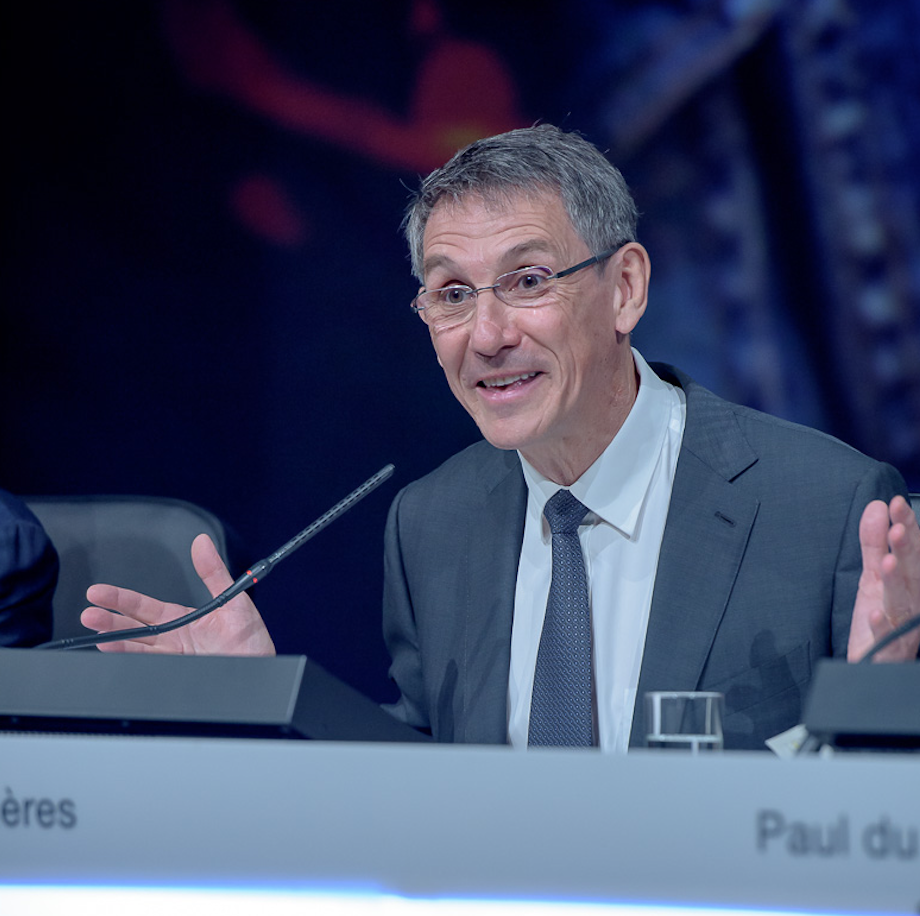
Hubert Sagnières (1980), industriel de l'optique ophtalmique depuis 1989, pdg d'Essilor
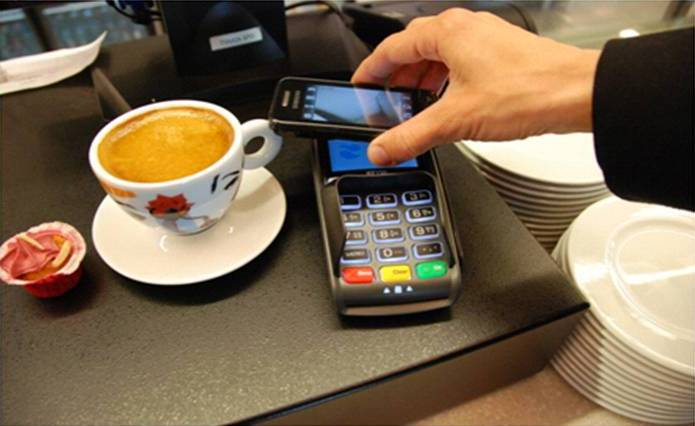
Rémy de Tonnac (1981), pdg d'Inside Secure, spécialiste du payment mobile sans contact
Gilles Galléan (1985), directeur technique d'ERDF, membre du directoire d'Enedis
Etienne Dutheil (1990), directeur de la division Production Nucléaire
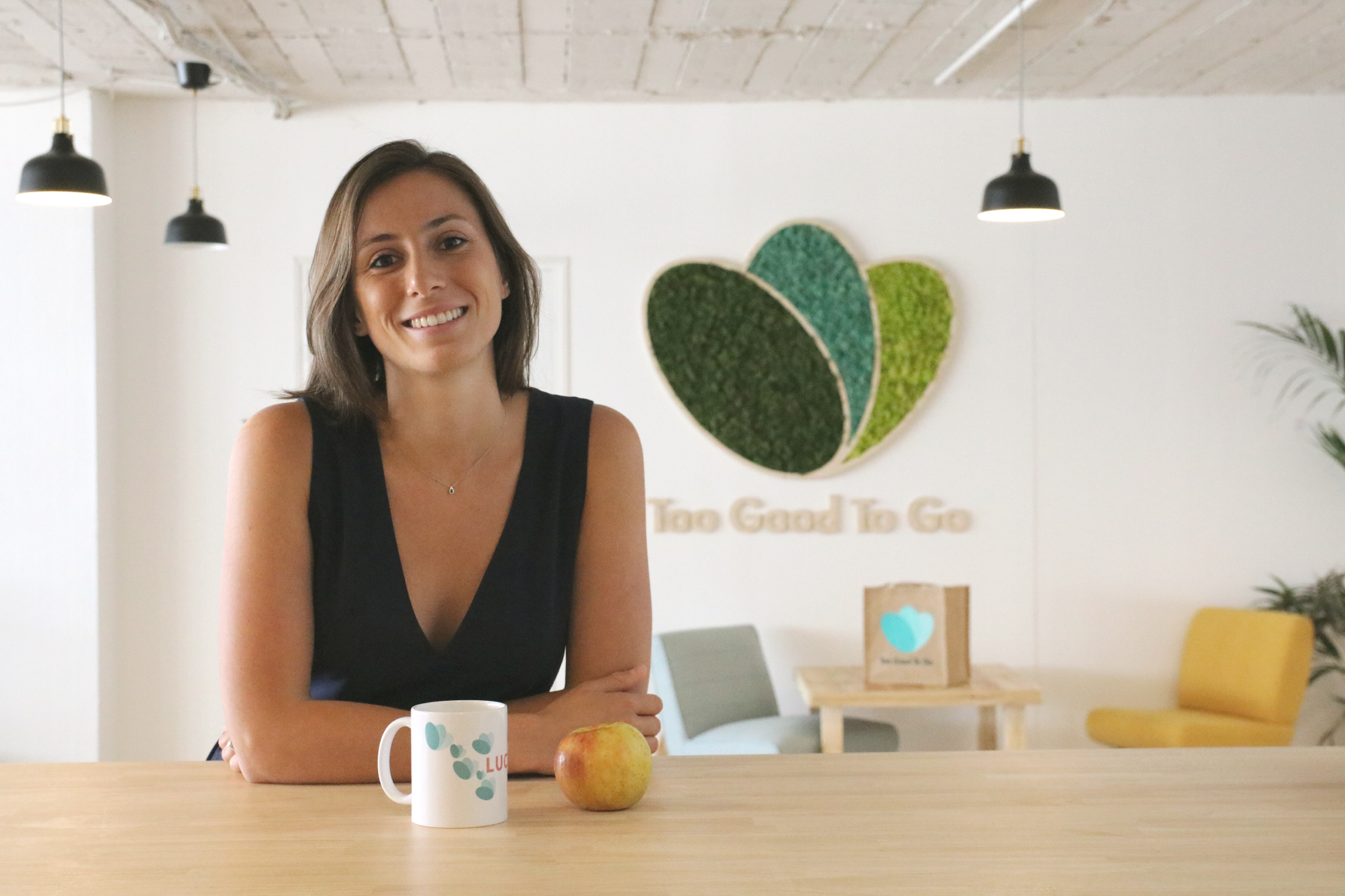
Lucie Basch (2014), fondatrice de Too Good To Go France

### Professeurs
Certains enseignants-chercheurs ont eu un rôle marquant dans le développement de l'École aux XIXe et XXe siècles.

Alcippe Mahistre, professeur de mécanique appliquée de 1854 à 1860, connu pour ses travaux sur la transmission de puissance pour les machines à vapeur
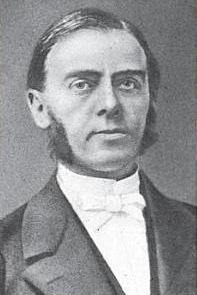
Auguste Lamy, gendre de Frédéric Kuhlmann, professeur de chimie industrielle de 1854 à 1865, identifie l'élément chimique thallium en 1862
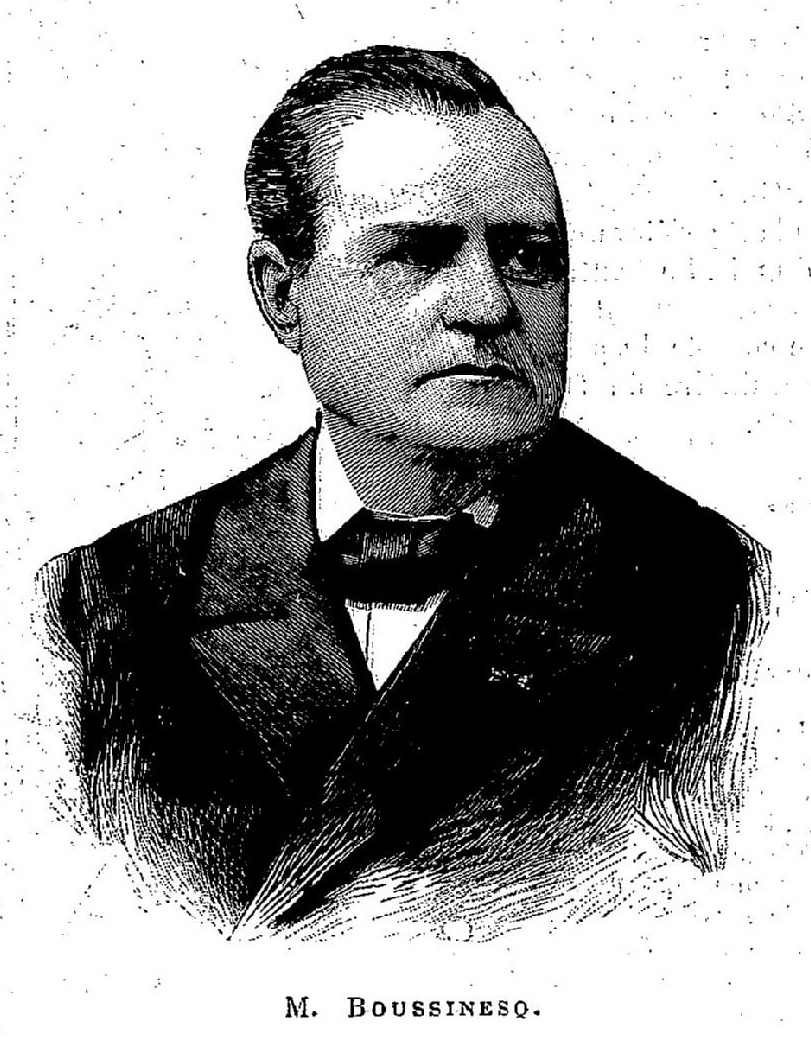
Joseph Boussinesq professeur en mécanique des fluides de 1872 à 1886, membre de l’Académie des sciences, connu pour l'équation de Boussinesq
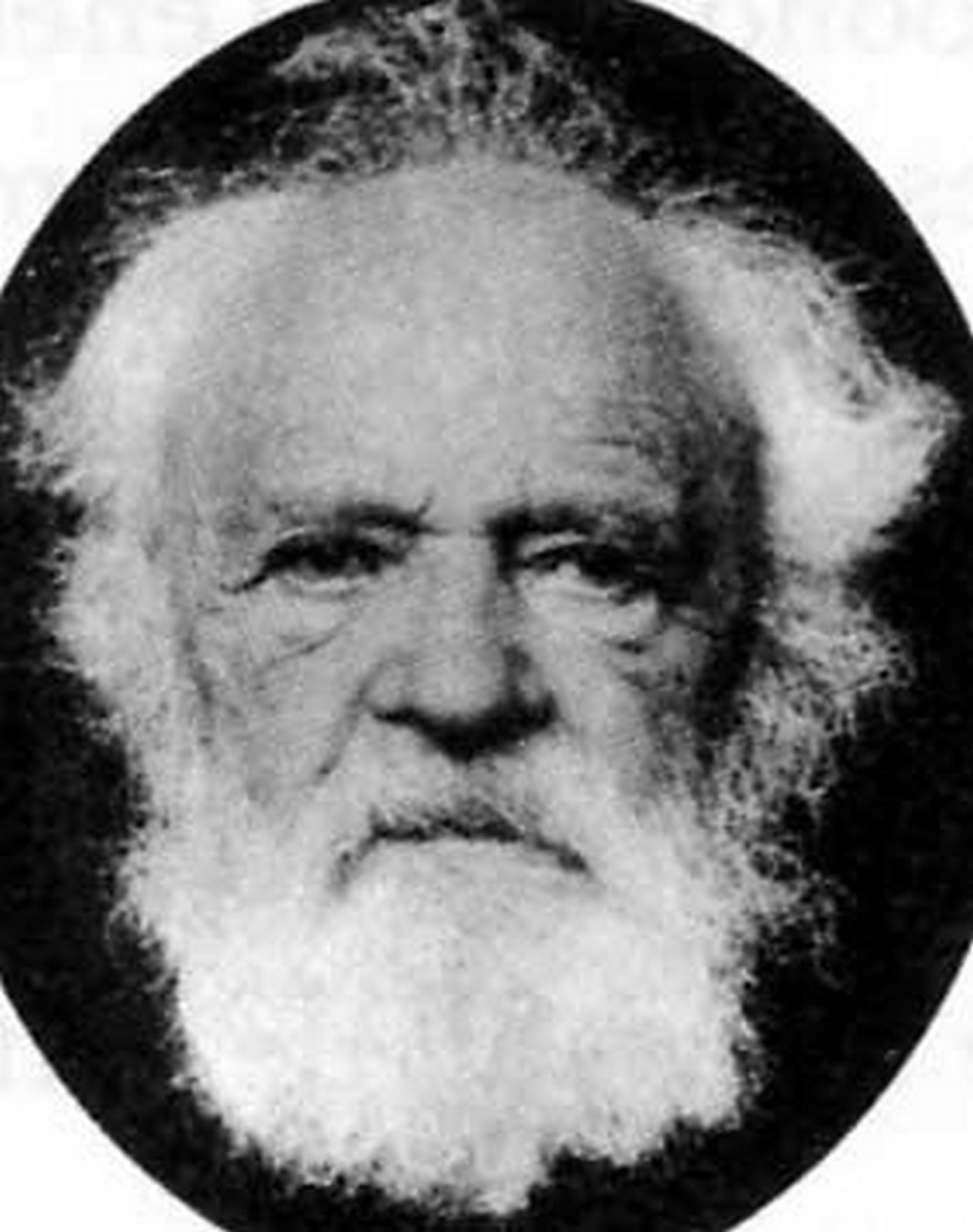
Jules Gosselet, professeur de minéralogie et géologie, membre de l’Académie des sciences
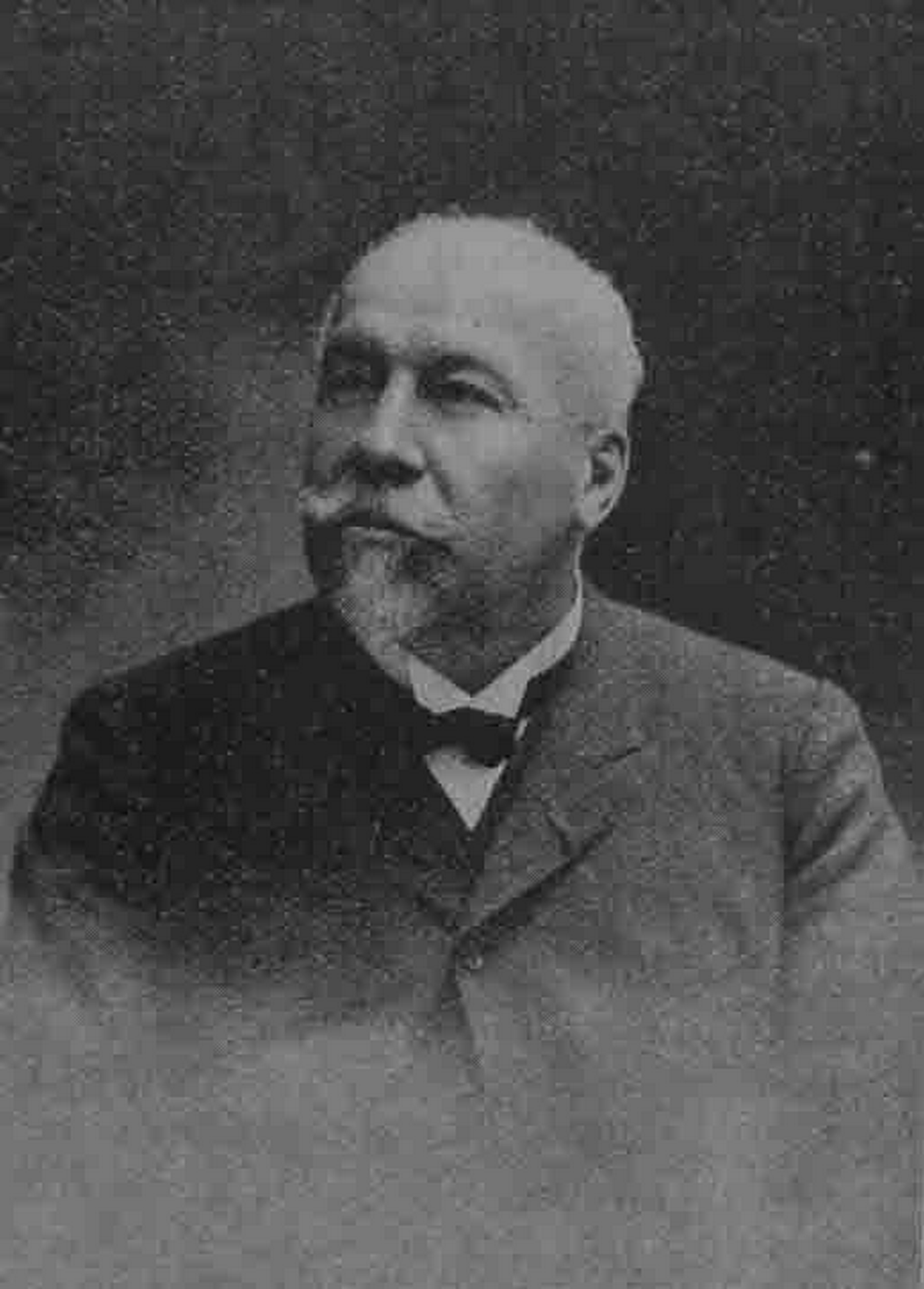
Albert Olry, directeur des études, directeur de l'École (1878-1885), membre de son conseil d'administration (1905-1913), connu pour la sûreté de fonctionnement
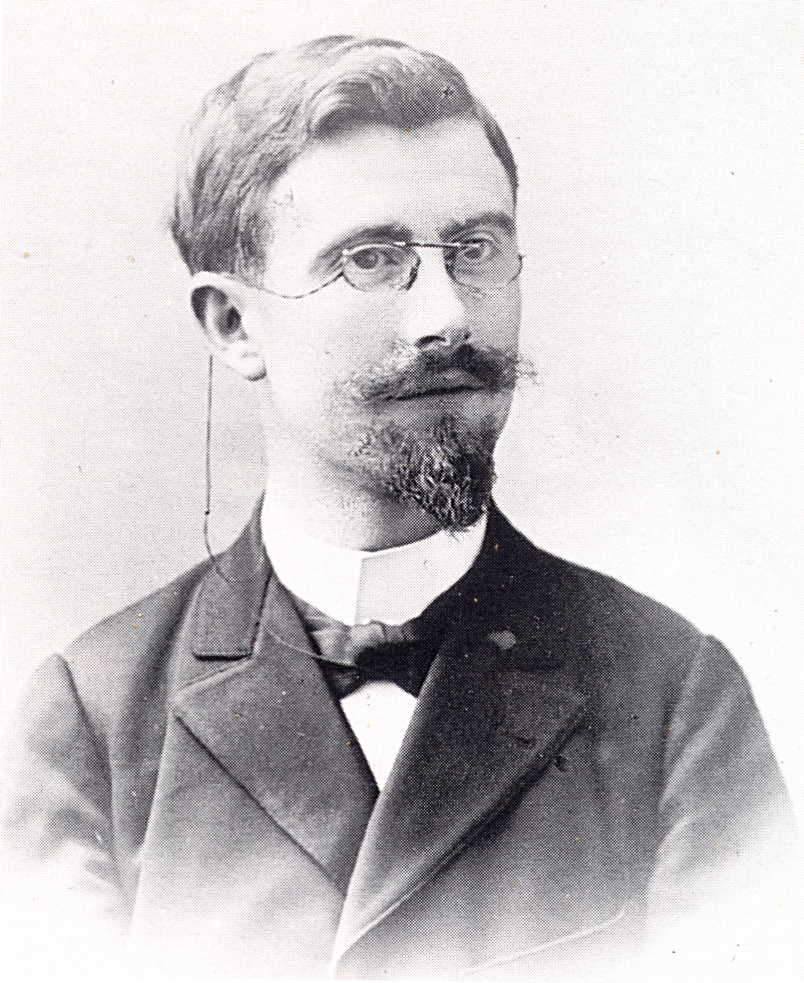
Bernard Brunhes professeur de physique et d'électricité industrielle dès 1892, initiateur de l'option de troisième année en électrotechnique
Clément Codron, professeur du cours des arts mécaniques de 1874 à 1922, directeur du laboratoire d'essais mécaniques à l'Institut industriel du Nord.
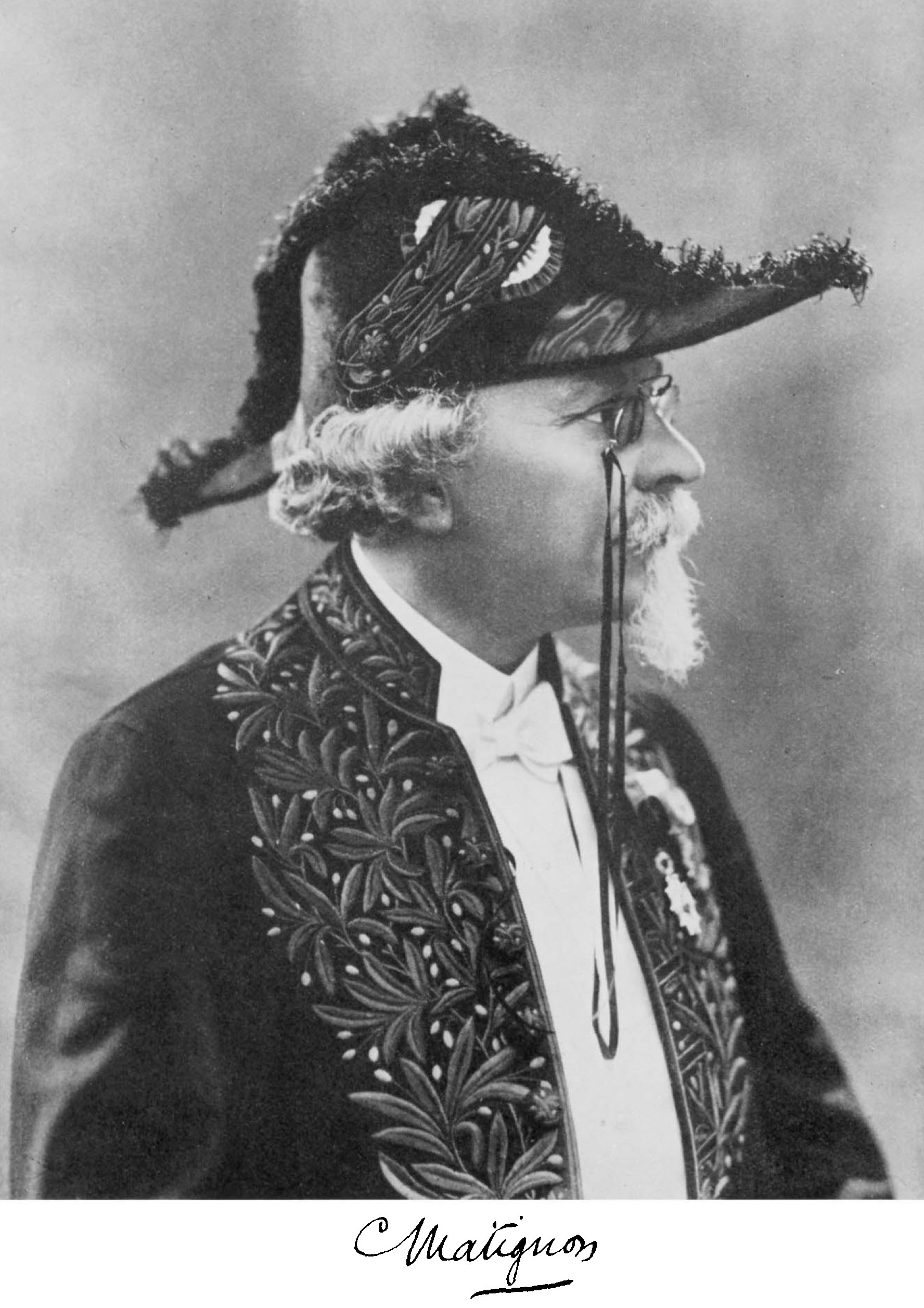
Camille Matignon professeur de thermochimie et catalyse de 1892 à 1908, membre de l’Académie des sciences, connu pour le principe des équilibres chimiques
Albert Petot, professeur de mécanique rationnelle et d'applications automobiles de 1894 à 1923, correspondant de l’Académie des sciences
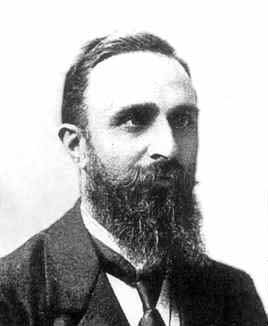
Henri Padé professeur de mathématiques de 1897 à 1902, connu pour l'approximant de Padé des fractions continues
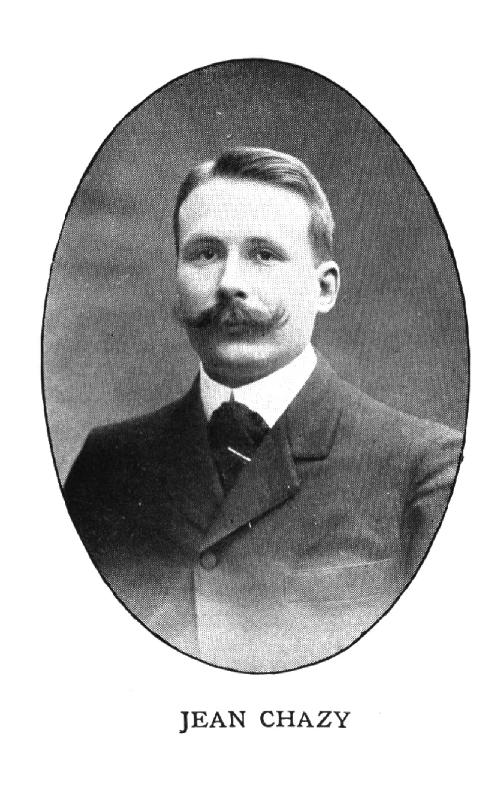
Jean Chazy, professeur de mécanique de 1911 à 1925, connu pour la résolution du problème des trois corps en 1919
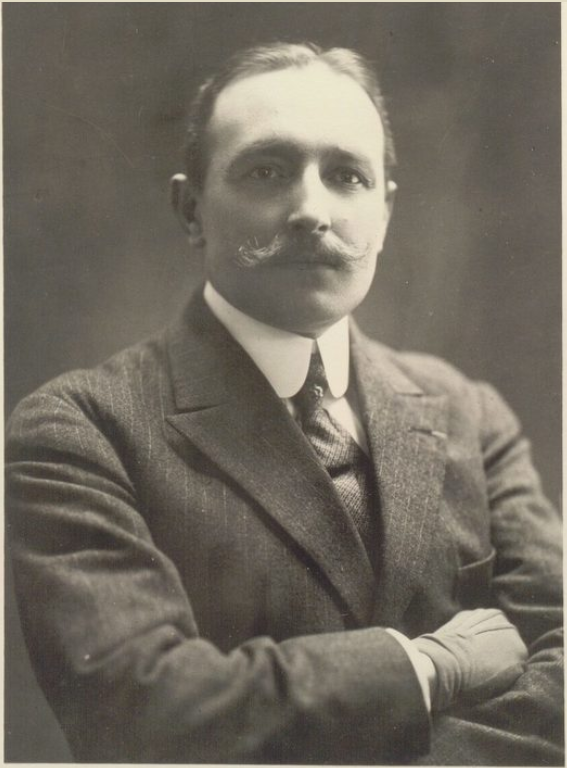
Paul Pascal, enseigne les matériaux métallurgiques et la sidérurgie de 1919 à 1925, médaille d'or du CNRS
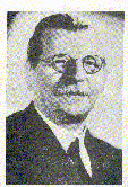
Albert Châtelet professeur de mathématiques de 1919 à 1937, recteur de l'Académie de Lille, connu pour sa théorie des groupes
Robert Mazet, professeur de mécanique expérimentale (1929-1944) directeur des études de l'École (1936-1944) ; directeur scientifique de l'ONERA
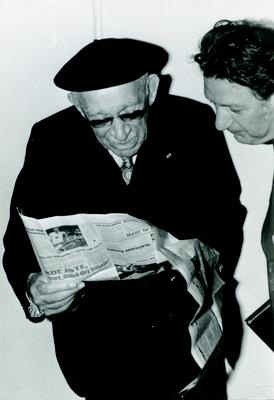
Joseph Kampé de Fériet professeur d'aérodynamique, turbulences et théorie de l'information de 1930 à 1969, connu pour la fonction de Kampé de Fériet
Robert Bossut, professeur de mécanique des solides de 1942 à 1967, directeur de l'École de 1966 à 1978, organisateur de l'enseignement supérieur du Nord de la France
Pierre Borne (1968), professeur d'automatique et traitement du signal, directeur du LAGIS et directeur scientifique de l'École Centrale de Lille de 1982 à 2005.

### Référentiel documentaire
- VIAF
- ISNI
- BnF (données)
- IdRef
- LCCN
- GND
- CiNii
- Israël
- NUKAT

- « Ecole centrale de Lille ; Académie de Lille ; Données certifiées CTI », sur extranet.cti-commission.fr, 2016 (Commission des titres d'ingénieur ; référence ENQA et Label EUR-ACE Ingénieur généraliste 300 ECTS ; Ingénieur diplômé - grade de Master).
- Haut Conseil de l'évaluation de la recherche et de l'enseignement supérieur, « Dossier d'évaluation de l'École centrale de Lille », sur hceres.fr, 2014
- « Titre ingénieur : Ingénieur diplômé de l'Ecole Centrale de Lille », sur rncp.cncp.gouv.fr (Répertoire national des certifications professionnelles).